# Vérac
Cet article possède un paronyme, voir Vayrac.
Pour les articles homonymes, voir Couhé-Vérac.
Vérac est une commune du Sud-Ouest de la France, située dans le département de la Gironde (région Nouvelle-Aquitaine).

## Géographie

### Localisation
Commune située dans le Fronsadais entre Libourne et Saint-André-de-Cubzac. Le village est situé sur un coteau
Le village, traversé par le 45e parallèle, est de ce fait situé à égale distance du pôle Nord et de l'équateur terrestre (environ 5 000 km).

### Communes limitrophes
Les communes limitrophes sont Galgon, La Lande-de-Fronsac, Mouillac, Périssac, Saint-Genès-de-Fronsac, Val de Virvée, Tarnès et Villegouge.
| Mouillac            | Saint-Genès-de-Fronsac | Périssac   |
| Val de Virvée       | Vérac                  | Galgon     |
| La Lande-de-Fronsac | Tarnès                 | Villegouge |

### Climat
Pour des articles plus généraux, voir Climat de la Nouvelle-Aquitaine et Climat de la Gironde.
Historiquement, la commune est exposée à un climat océanique aquitain.
En 2020, Météo-France publie une typologie des climats de la France métropolitaine dans laquelle la commune est exposée à un climat océanique et est dans la région climatique Aquitaine, Gascogne, caractérisée par une pluviométrie abondante au printemps, modérée en automne, un faible ensoleillement au printemps, un été chaud (19,5 °C), des vents faibles, des brouillards fréquents en automne et en hiver et des orages fréquents en été (15 à 20 jours).
Pour la période 1971-2000, la température annuelle moyenne est de 12,8 °C, avec une amplitude thermique annuelle de 14,2 °C. Le cumul annuel moyen de précipitations est de 897 mm, avec 12,1 jours de précipitations en janvier et 6,7 jours en juillet. Pour la période 1991-2020, la température moyenne annuelle observée sur la station météorologique la plus proche, située sur la commune de Saint-Gervais à 10 km à vol d'oiseau, est de 13,9 °C et le cumul annuel moyen de précipitations est de 824,9 mm,. Pour l'avenir, les paramètres climatiques de la commune estimés pour 2050 selon différents scénarios d’émission de gaz à effet de serre sont consultables sur un site dédié publié par Météo-France en novembre 2022.

## Urbanisme

### Typologie
Au 1er janvier 2024, Vérac est catégorisée commune rurale à habitat dispersé, selon la nouvelle grille communale de densité à sept niveaux définie par l'Insee en 2022.
Elle appartient à l'unité urbaine de La Lande-de-Fronsac, une agglomération intra-départementale regroupant six  communes, dont elle est une commune de la banlieue,,. Par ailleurs la commune fait partie de l'aire d'attraction de Bordeaux, dont elle est une commune de la couronne,. Cette aire, qui regroupe 275 communes, est catégorisée dans les aires de 700 000 habitants ou plus (hors Paris),.

### Occupation des sols

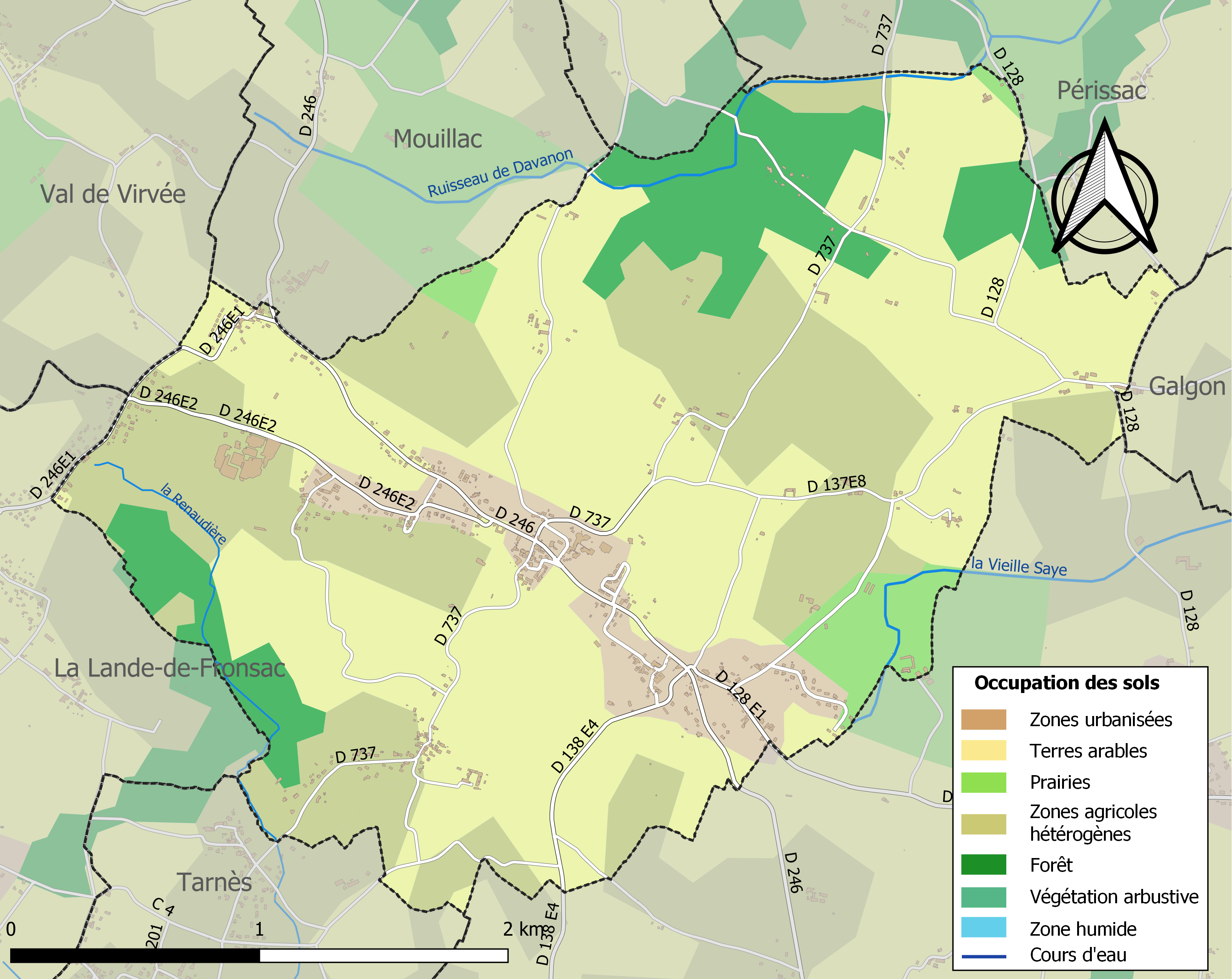
Carte des infrastructures et de l'occupation des sols de la commune en 2018 (CLC).

L'occupation des sols de la commune, telle qu'elle ressort de la base de données européenne d’occupation biophysique des sols Corine Land Cover (CLC), est marquée par l'importance des territoires agricoles (81,5 % en 2018), en diminution par rapport à 1990 (89,9 %). La répartition détaillée en 2018 est la suivante : 
cultures permanentes (49,3 %), zones agricoles hétérogènes (28,9 %), forêts (11,1 %), zones urbanisées (7,4 %), prairies (3,4 %). L'évolution de l’occupation des sols de la commune et de ses infrastructures peut être observée sur les différentes représentations cartographiques du territoire : la carte de Cassini (XVIIIe siècle), la carte d'état-major (1820-1866) et les cartes ou photos aériennes de l'IGN pour la période actuelle (1950 à aujourd'hui).

### Risques majeurs
Le territoire de la commune de Vérac est vulnérable à différents aléas naturels : météorologiques (tempête, orage, neige, grand froid, canicule ou sécheresse), mouvements de terrains et séisme (sismicité faible). Un site publié par le BRGM permet d'évaluer simplement et rapidement les risques d'un bien localisé soit par son adresse soit par le numéro de sa parcelle.
Les mouvements de terrains susceptibles de se produire sur la commune sont des affaissements et effondrements liés aux cavités souterraines (hors mines). Par ailleurs, afin de mieux appréhender le risque d’affaissement de terrain, un inventaire national permet de localiser les éventuelles cavités souterraines sur la commune.

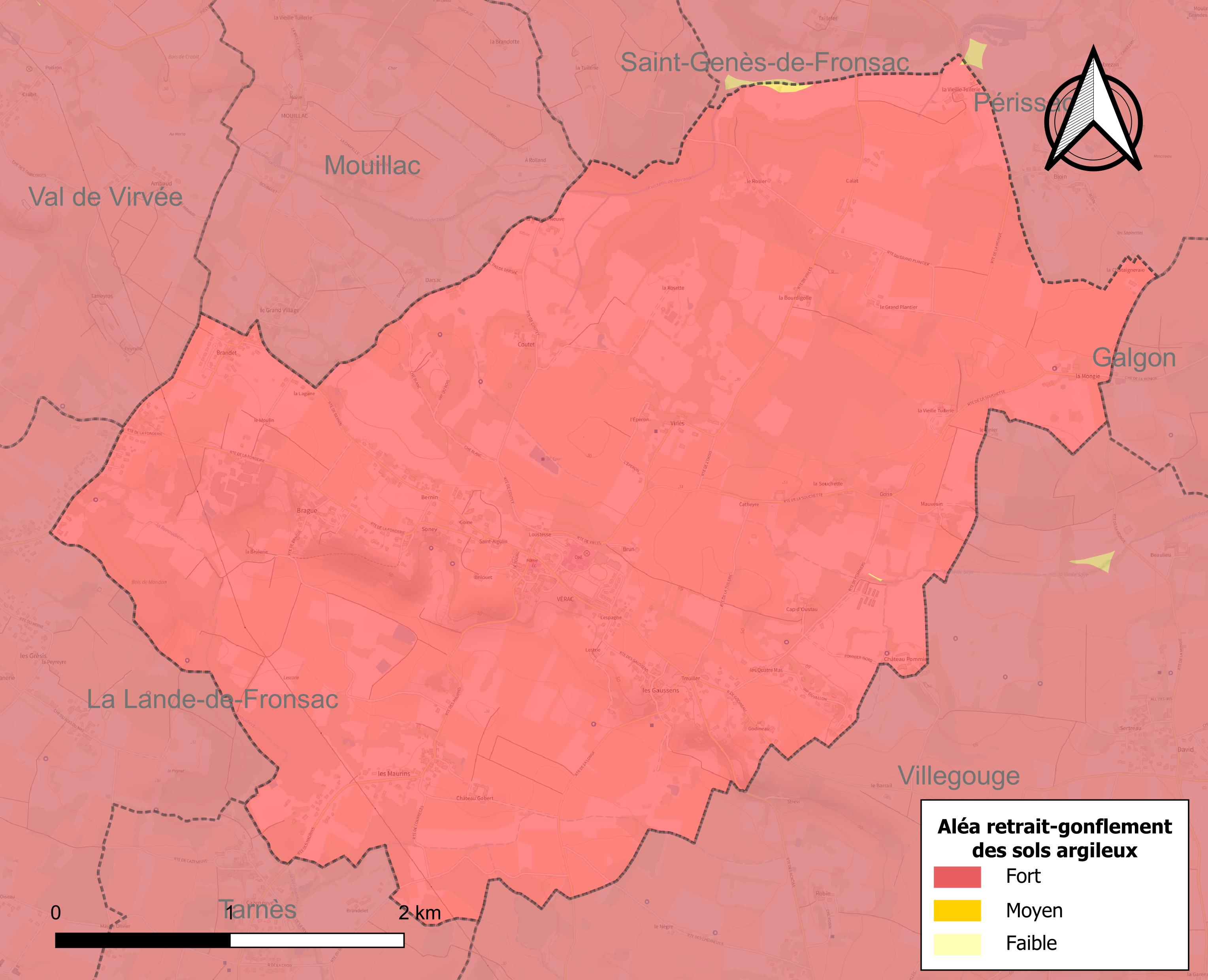
Carte des zones d'aléa retrait-gonflement des sols argileux de Vérac.

Le retrait-gonflement des sols argileux est susceptible d'engendrer des dommages importants aux bâtiments en cas d’alternance de périodes de sécheresse et de pluie. La totalité de la commune est en aléa moyen ou fort (67,4 % au niveau départemental et 48,5 % au niveau national). Sur les 372 bâtiments dénombrés sur la commune en 2019, 372 sont en aléa moyen ou fort, soit 100 %, à comparer aux 84 % au niveau départemental et 54 % au niveau national. Une cartographie de l'exposition du territoire national au retrait gonflement des sols argileux est disponible sur le site du BRGM,.
La commune a été reconnue en état de catastrophe naturelle au titre des dommages causés par les inondations et coulées de boue survenues en 1982, 1999, 2009 et 2013, par la sécheresse en 2005 et par des mouvements de terrain en 1999 et 2013.

## Histoire
La seigneurie de Vérac (alias Veyrac olim Beyrac) est citée dès le XIIe siècle. La Famille de Pommiers, connue depuis le XIe siècle, tire son titre de sire de la sirerie (ou baronnie) de Pommiers, dont le château est situé à l'extrémité de la commune de Vérac et de Villegouge sur l'emplacement d'une ancienne villa gallo-romaine. Cette famille était seigneur de Vérac et Sire de Pommiers dès le XIIe siècle. Les sires de Pommiers avaient le droit de haute justice sur la paroisse. Guillaume-Sanche III de Pommiers au milieu du XIVe siècle, est sire de Pommiers et vicomte de Fronsac. La seigneurie de Vérac sera transmise par mariage entre les familles nobles de Pommiers ; Achard ; de Fronsac ; de Brons-cézerac, du début du XIVe siècle à la fin du XIXe siècle.

### Monument disparu
- Château de Vérac.

Ce château seigneurial aujourd'hui disparu fut construit au XVe siècle par un membre de la famille Achard, sire de Pommiers ; seigneur de Vérac. Il était situé en lieu et place du parking actuel du collège Léo Drouyn, dans le bourg du village. Il s'écroula au XVIIIe siècle et comme il ne fut pas relevé, la famille Achard retourna loger au château de Pommiers qui demeura l'unique château seigneurial de Vérac.

### Monument rattaché à Vérac après la révolution
- Prieuré de la Mongie.

Lieu-dit Mongie-La Chapelle. Ancien Prieuré Sainte Magdeleine de La Mongie alias Prieuré de La Mongie. Cette ancienne Seigneurie foncière était un prieuré de Religieuses, très rare en Aquitaine aux XIIe et XIIIe siècles, appelé : Sainte Madeleine de La Mongie, fondé après 1179. Il faisait partie des Prieurés de l'ordre de Fontevraud, propriété de l'abbaye de Fontevraud en Anjou (Maine-et-Loire) et visité par les Ecclésiastique de Galgon. Il était situé aux limites des villages de Galgon, de Villegouge et de Vérac au lieu-dit actuel Mongie-La-Chapelle, route de La Mongie. Ces religieuses étaient généralement des veuves de l'Aristocratie, comme l'indique le nom de « Madeleine » dans l'organisation de cet ordre monastique. Les bâtiments conventuels de cet ancien prieuré étaient situés au lieu dit actuel La Mongie, route de La Mongie à Vérac. Ce petit prieuré de la Mongie disposait d'une Église paroissiale catholique sous le vocable de Notre-Dame, comme c'était l'usage pour les prieurés de femmes dans l'Ordre fontevriste.
Ce prieuré ne relevait pas de la paroisse de Vérac. Sa petite paroisse aujourd'hui disparue, comportait une chaire, des fonts baptismaux, un maître autel et un cimetière. L'église paroissiale Notre-Dame de la Mongie relevait de l'abbaye de Fontevraud en Anjou. Elle était en ruine en 1778. Il n'en reste rien. À la Révolution française, les bâtiments et une partie des parcelles sont rattachés à la Commune de Vérac ; une autre partie des parcelles sans bâtiment sont elles, sur la  Commune de Villegouge.
Notons que ce prieuré de moniales fontevristes était situé à une très courte distance de la Commanderie de Queynac, fondée par l'Ordre du Temple, et située à Galgon. Ce même Ordre du Temple, possédait également une autre commanderie à La Lande-de-Fronsac, proche de Vérac.

## Politique et administration

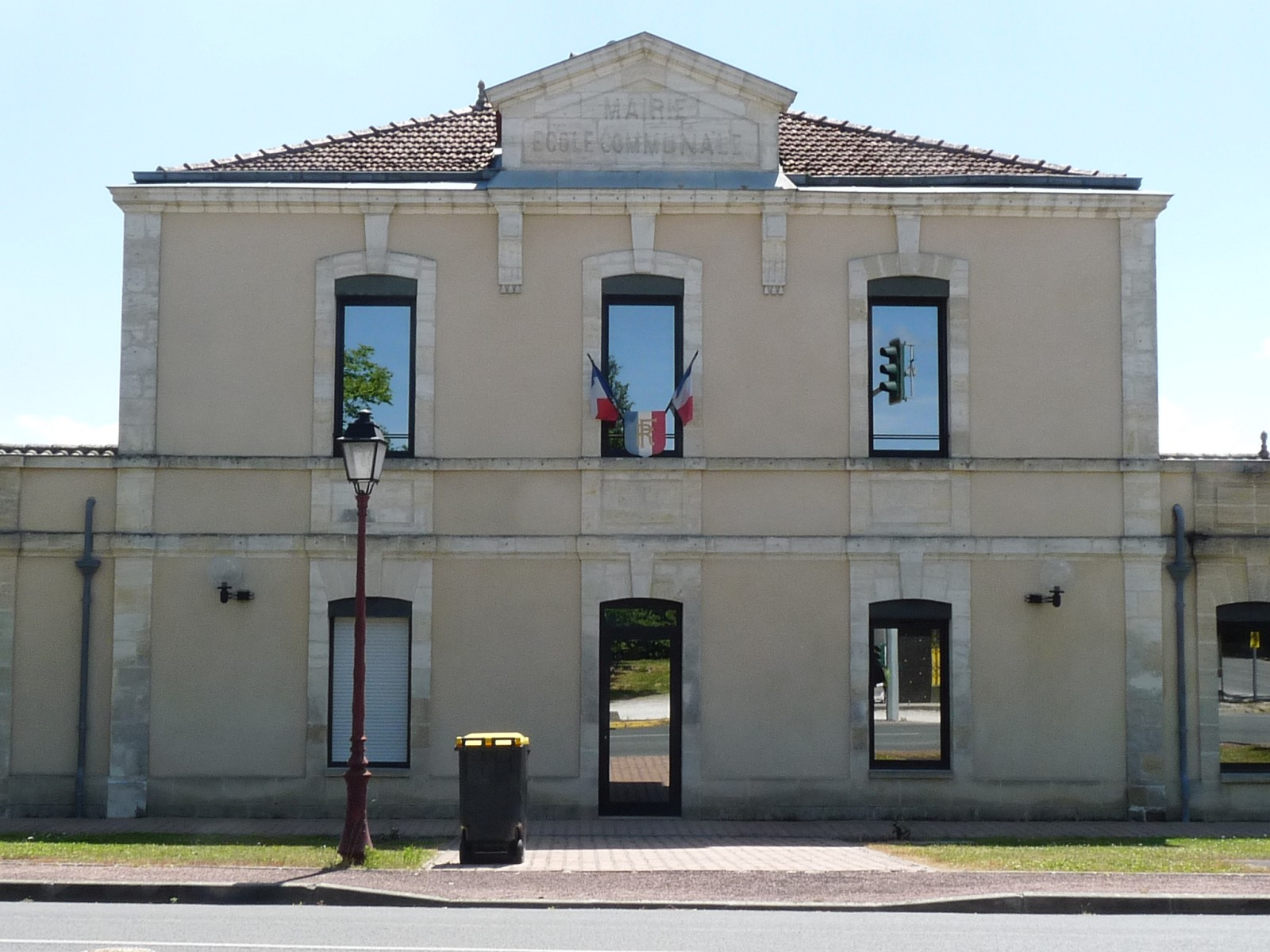
La mairie

| Période                                  | Période  | Identité      | Étiquette | Qualité |
| ---------------------------------------- | -------- | ------------- | --------- | ------- |
| Les données manquantes sont à compléter. |          |               |           |         |
| mars 2008                                | 2014     | Jack Pineaud  |           |         |
| mars 2014                                | En cours | Dominique Bec |           | Cadre   |

## Démographie
L'évolution du nombre d'habitants est connue à travers les recensements de la population effectués dans la commune depuis 1793. Pour les communes de moins de 10 000 habitants, une enquête de recensement portant sur toute la population est réalisée tous les cinq ans, les populations de référence des années intermédiaires étant quant à elles estimées par interpolation ou extrapolation. Pour la commune, le premier recensement exhaustif entrant dans le cadre du nouveau dispositif a été réalisé en 2007.

En 2022, la commune comptait 907 habitants, en évolution de −1,52 % par rapport à 2016 (Gironde : +6,91 %, France hors Mayotte : +2,11 %).
| 1793 | 1800 | 1806 | 1821 | 1831 | 1836 | 1841 | 1846 | 1851 |
| ---- | ---- | ---- | ---- | ---- | ---- | ---- | ---- | ---- |
| 660  | 618  | 731  | 677  | 588  | 629  | 636  | 616  | 618  |

| 1856 | 1861 | 1866 | 1872 | 1876 | 1881 | 1886 | 1891 | 1896 |
| ---- | ---- | ---- | ---- | ---- | ---- | ---- | ---- | ---- |
| 606  | 607  | 609  | 617  | 619  | 549  | 521  | 534  | 512  |

| 1901 | 1906 | 1911 | 1921 | 1926 | 1931 | 1936 | 1946 | 1954 |
| ---- | ---- | ---- | ---- | ---- | ---- | ---- | ---- | ---- |
| 536  | 563  | 512  | 526  | 519  | 507  | 468  | 490  | 467  |

| 1962 | 1968 | 1975 | 1982 | 1990 | 1999 | 2006 | 2007 | 2012 |
| ---- | ---- | ---- | ---- | ---- | ---- | ---- | ---- | ---- |
| 510  | 550  | 465  | 581  | 656  | 715  | 776  | 785  | 877  |

| 2017 | 2022 | - | - | - | - | - | - | - |
| ---- | ---- | - | - | - | - | - | - | - |
| 923  | 907  | - | - | - | - | - | - | - |

## Économie

### Agriculture
- Viticulture

### Industrie
- Fonderie

## Équipements, services et vie locale

### Enseignement
- Le collège Léo-Drouyn a ouvert en 1984.
- École primaire, au bourg.

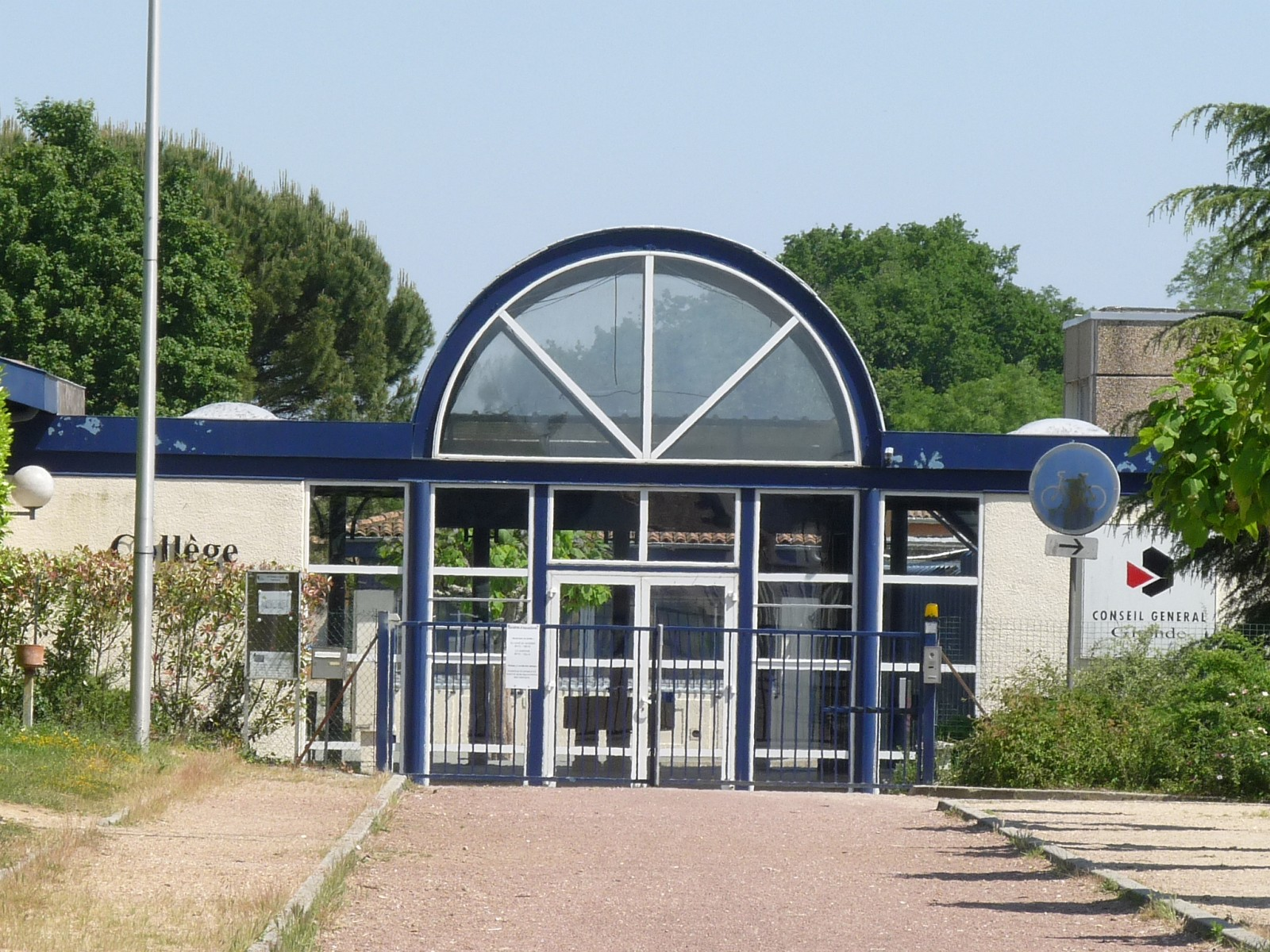
Collège Léo-Drouyn.
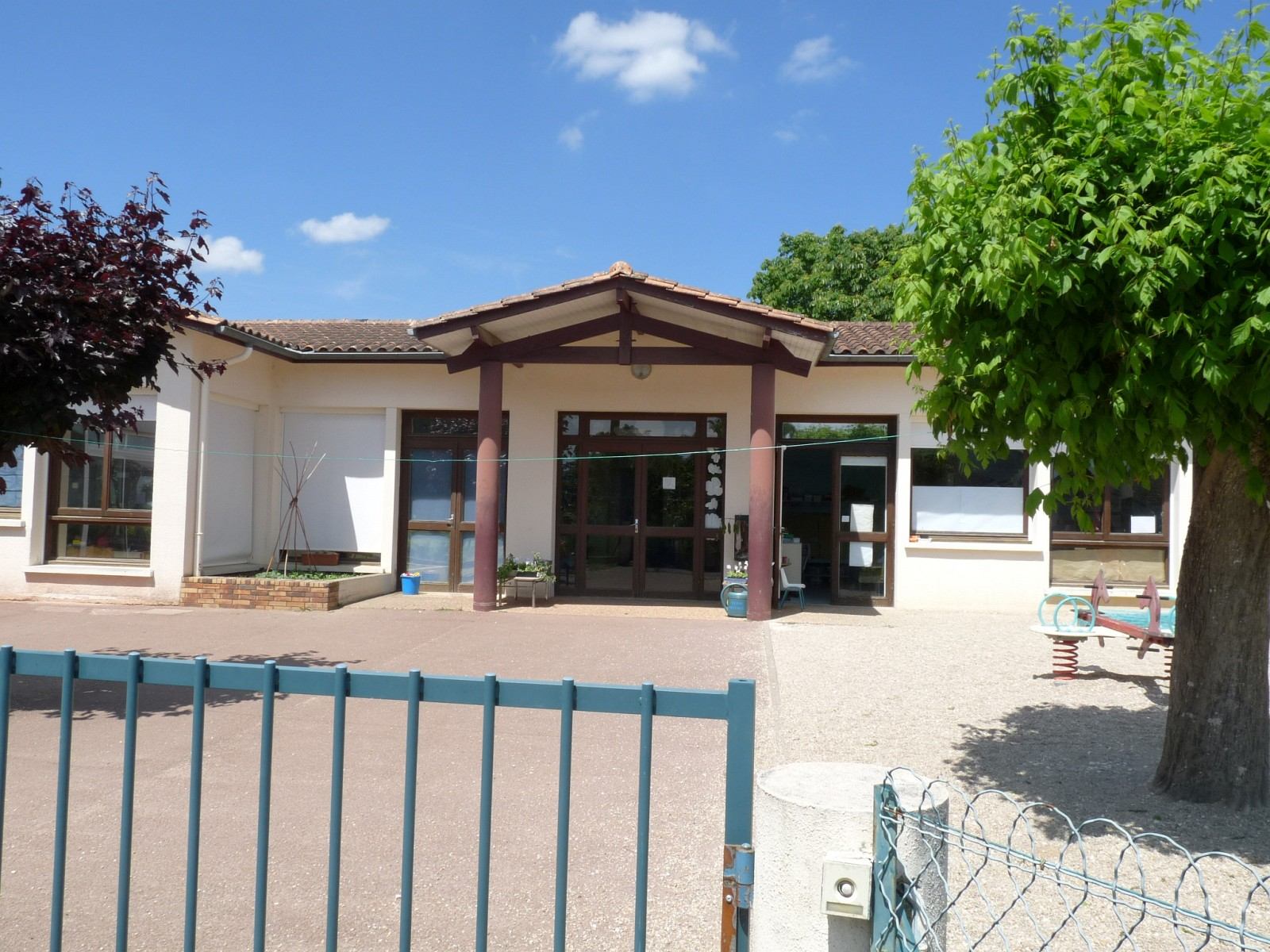
L'école primaire.
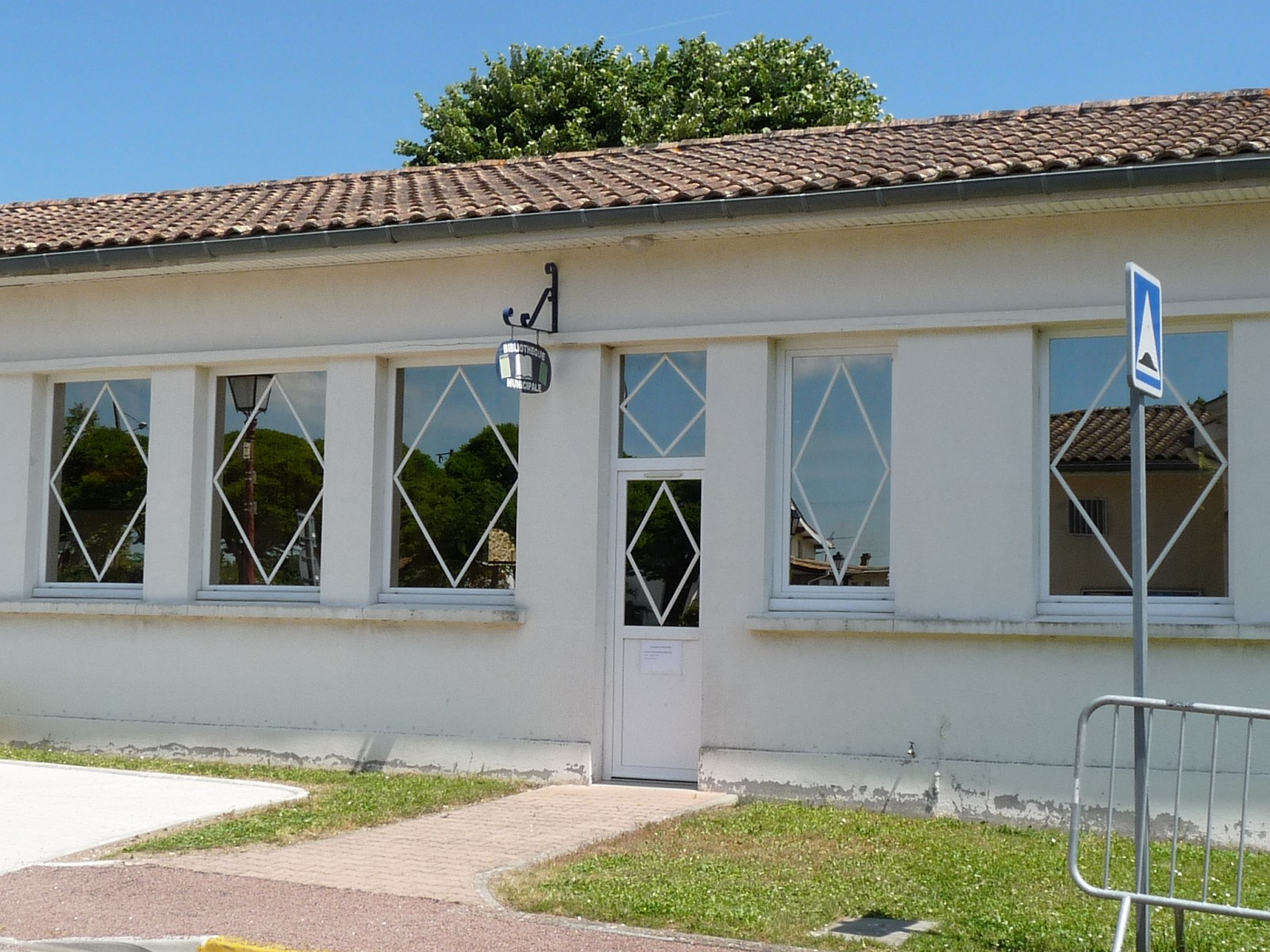
Bibliothèque municipale.
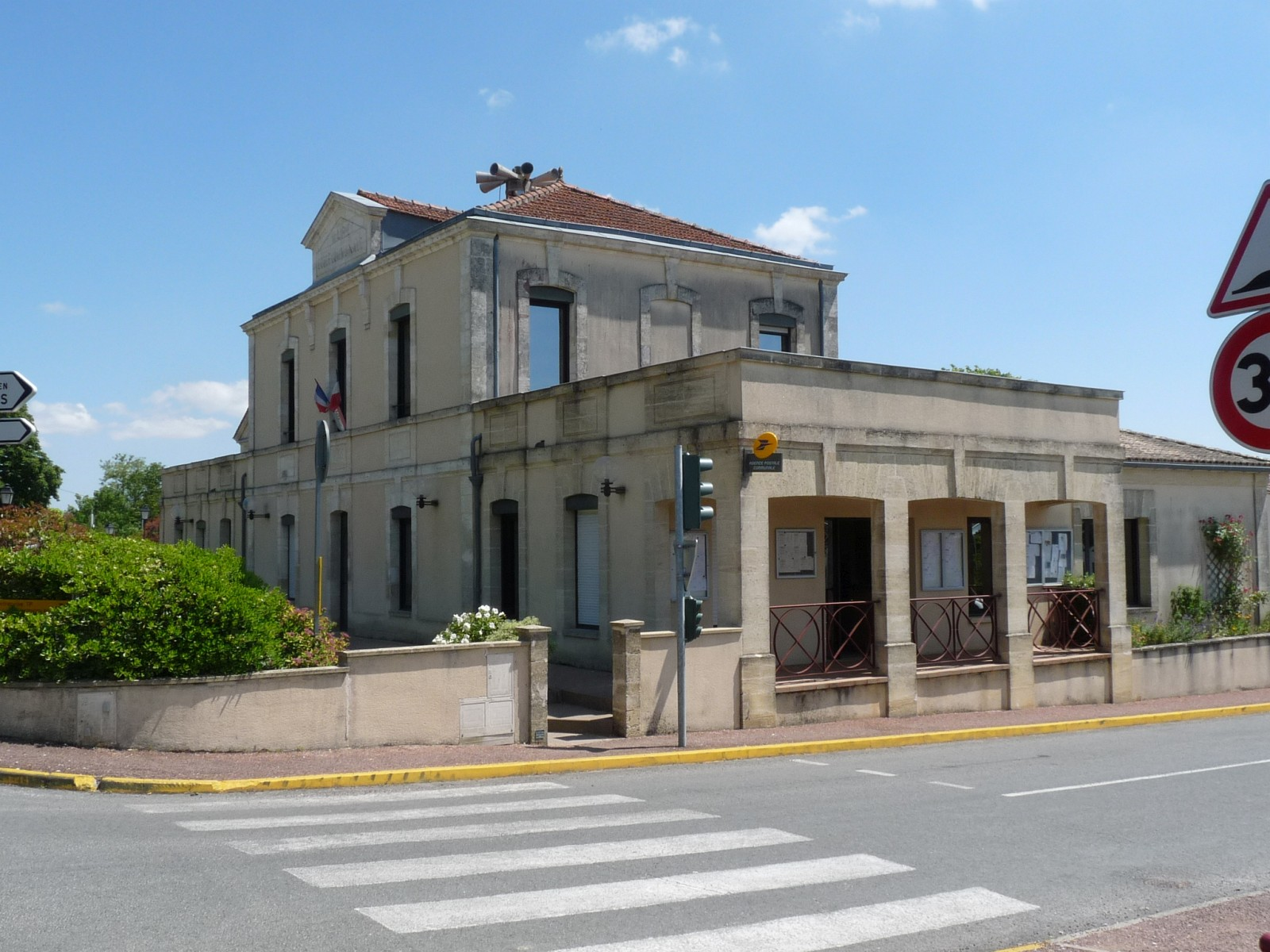
Bureau de poste.
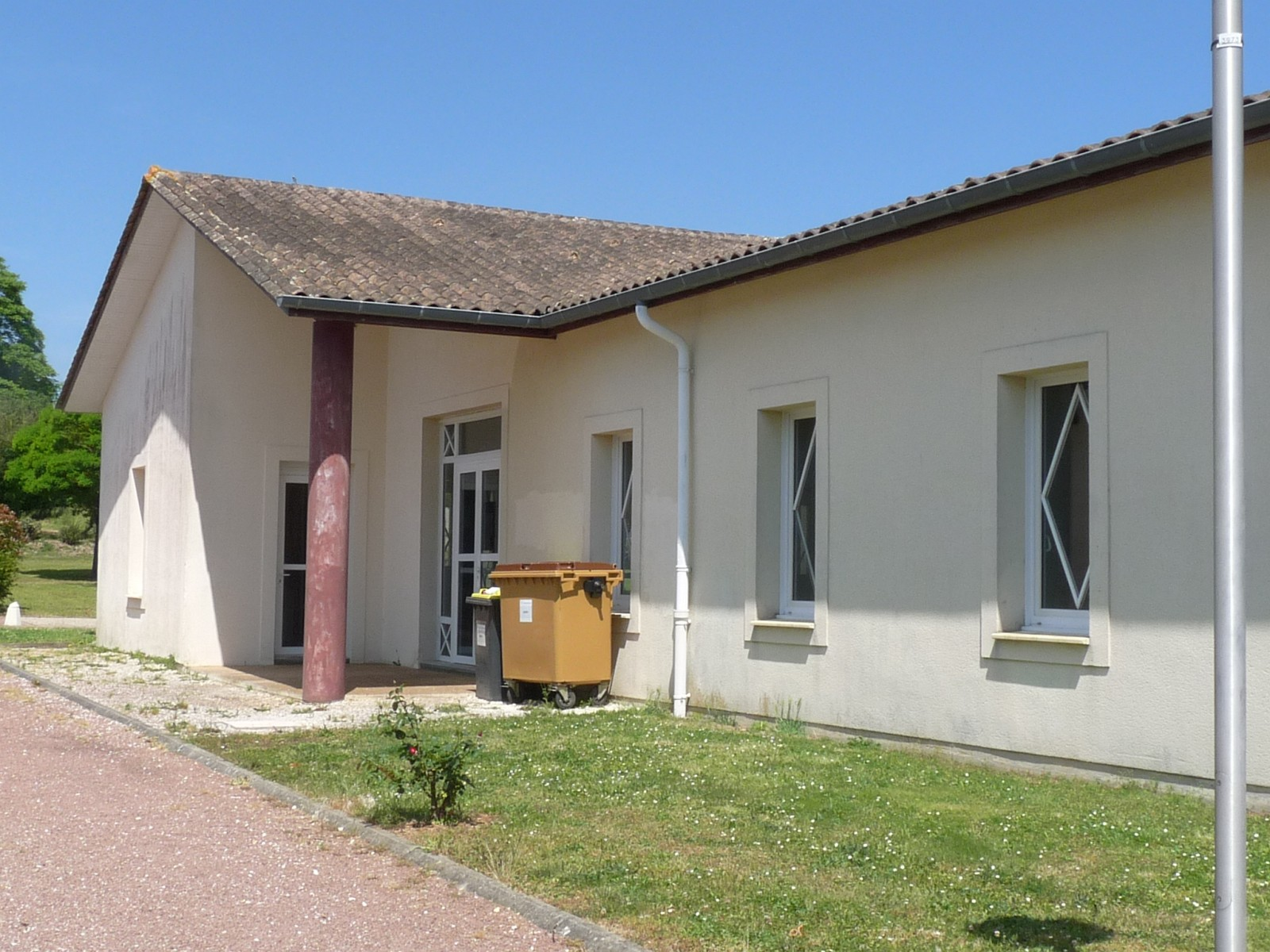
Salle des fêtes.

## Lieux et monuments
- Église Saint-Cybard de Vérac. Elle date du XIIe siècle[34]. Elle est de style art roman saintongeais. Cette église paroissiale, dédiée à saint Cybard (Cibard), est le plus ancien monument du bourg de Vérac.

La façade occidentale est romane. Elle est surmontée d'un mur-pignon orné de modillons sculptés. Son portail est de style gothique et date d'une restauration du XVe siècle.
| - L'église circa 1890 - Façade occidentale - Le portail gothique - L'ostensoir - La Vierge |

À l’intérieur, l’église est composée d’une abside décorée d’arcatures et d’une nef lambrissée. Le chœur est voûté d’ogives à la fin du XVe siècle.
En 1864, la nef est couverte d’une voûte en plein cintre de brique. L'église Saint-Cybard conserve un ostensoir offert par l’empereur Napoléon III. Il se compose d’un socle orné sur sa face principale de l’Agneau pascal et au dos d’une aigle impériale avec un blason. Les côtés sont décorés de grappes de raisin et d’épis de blé. Ce socle est surmonté d’un ange sur la tête duquel repose la partie principale, d’où partent des rayons de soleil. Au centre, des grappes de raisin, des épis de blé ainsi que des têtes d’angelots sont représentés. Une croix ornée de fleurs surmonte le tout.
On trouve également une statue, du XIXe siècle, présentant Notre-Dame-de-Bon-Secours. La Vierge, coiffée d’un diadème en métal, porte dans ses bras l’Enfant Jésus, qui tient un globe dans sa main droite. Son autre main est brisée. Le drapé bleu de la Vierge, orné de fleurs dorées, tombe sur une robe rouge sombre, décorée du même motif. Il y avait une dévotion particulière à Notre-Dame de Bon Secours, avec pèlerinage le 24 mai.
Les modillons romans : On trouve une série de modillons romans sculptés, datant du XIIe siècle, supportant la corniche de la façade occidentale et celle de la façade nord de la nef. Les thèmes sont des classiques de l'iconographie romane : rappels des péchés capitaux, en particulier la luxure, avec une copulation, un homme ithyphallique (mais ayant été défiguré) ; les animaux et masques diaboliques ; des têtes humaines terrorisées etc. Pour plus d'information, voir l'Iconographie des modillons romans.

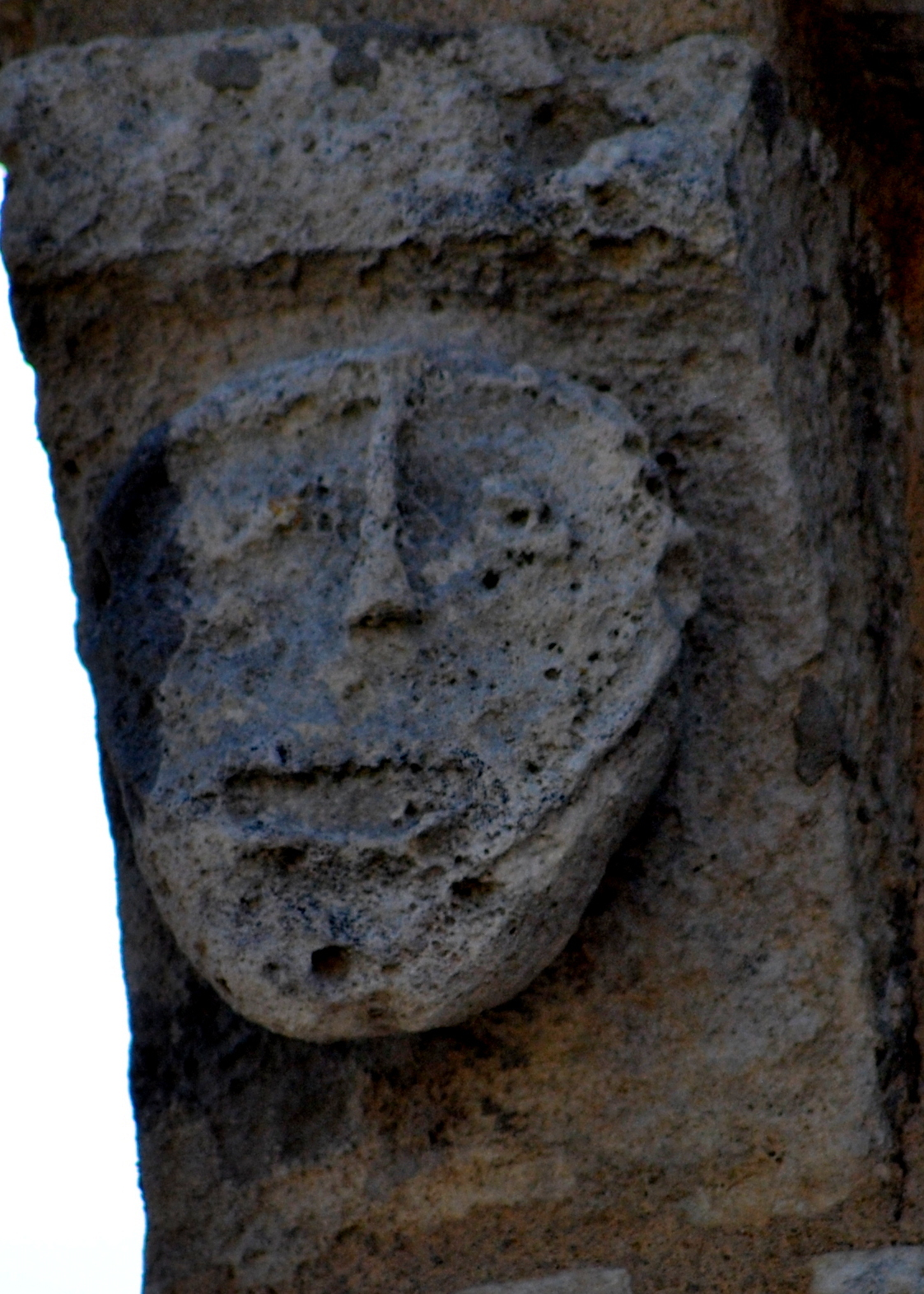
Masque humain
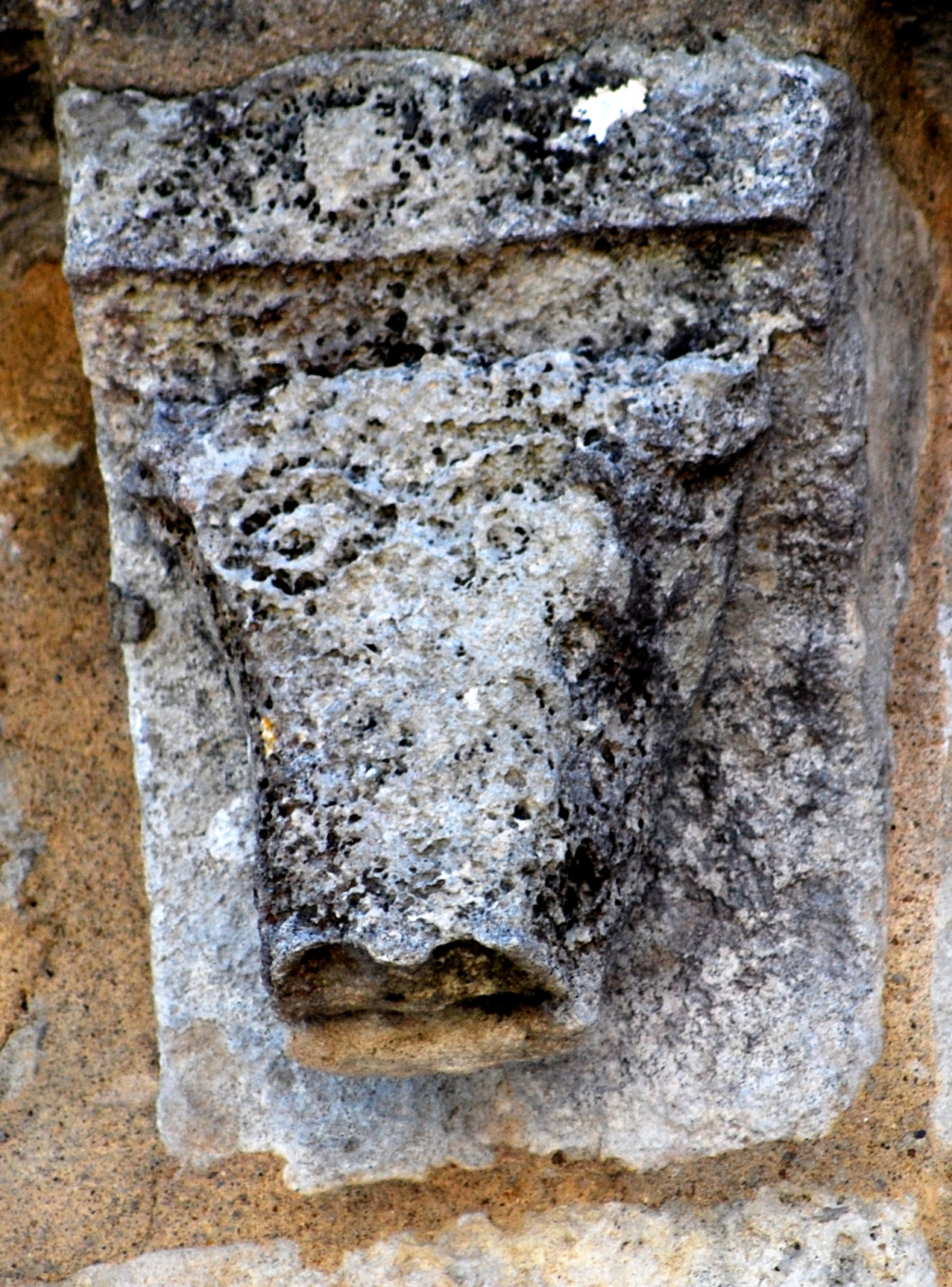
Équidé
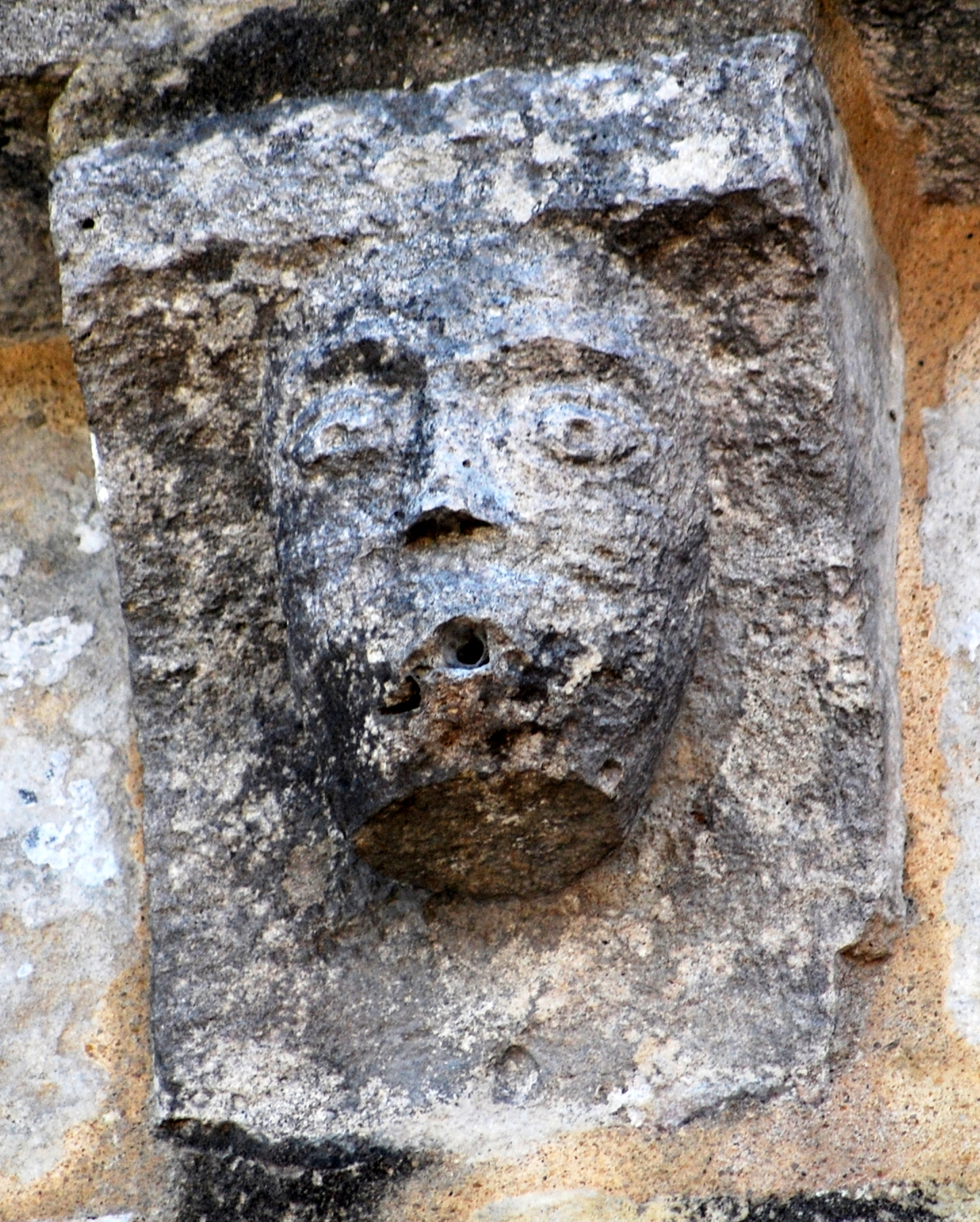
Masque humain
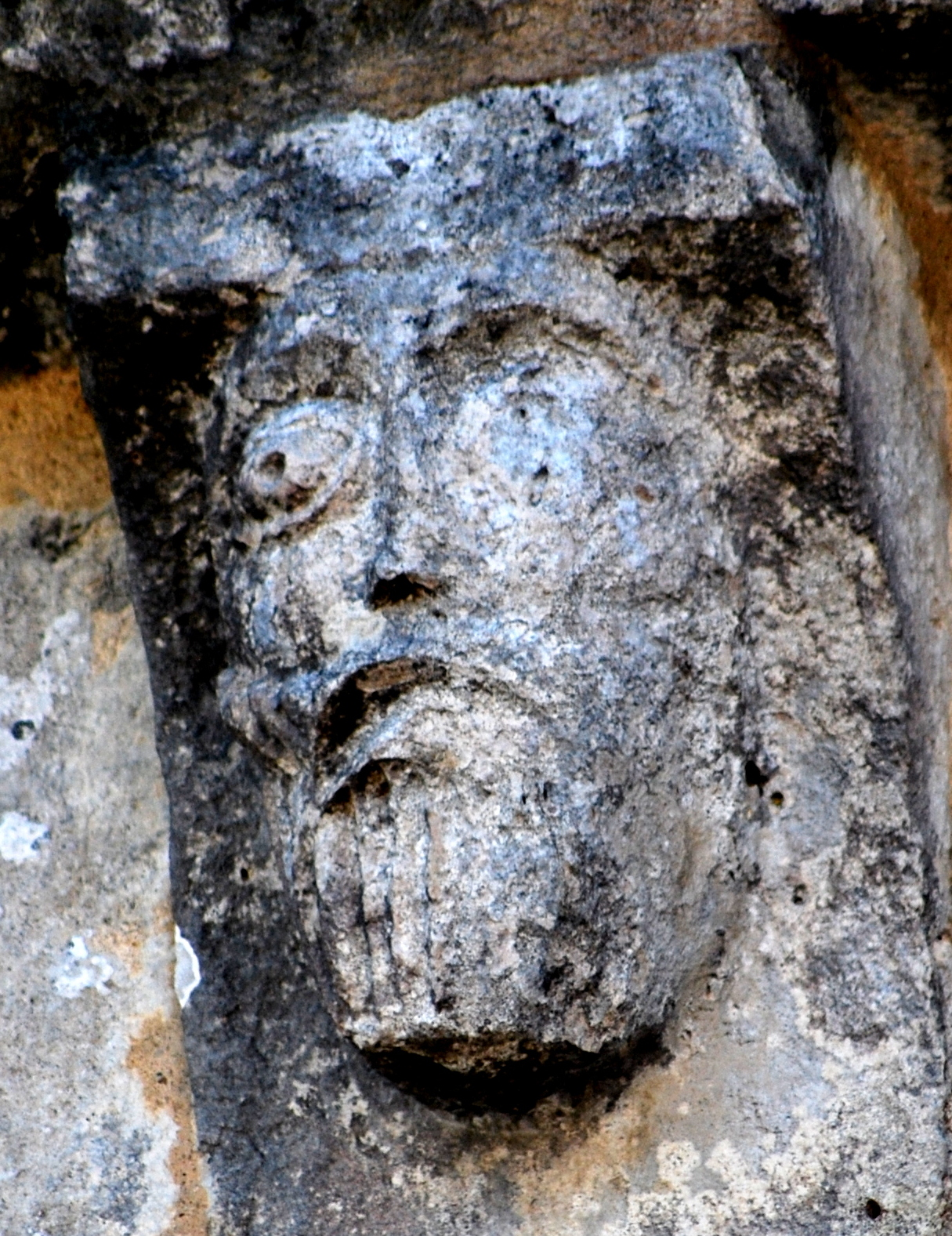
Masque humain
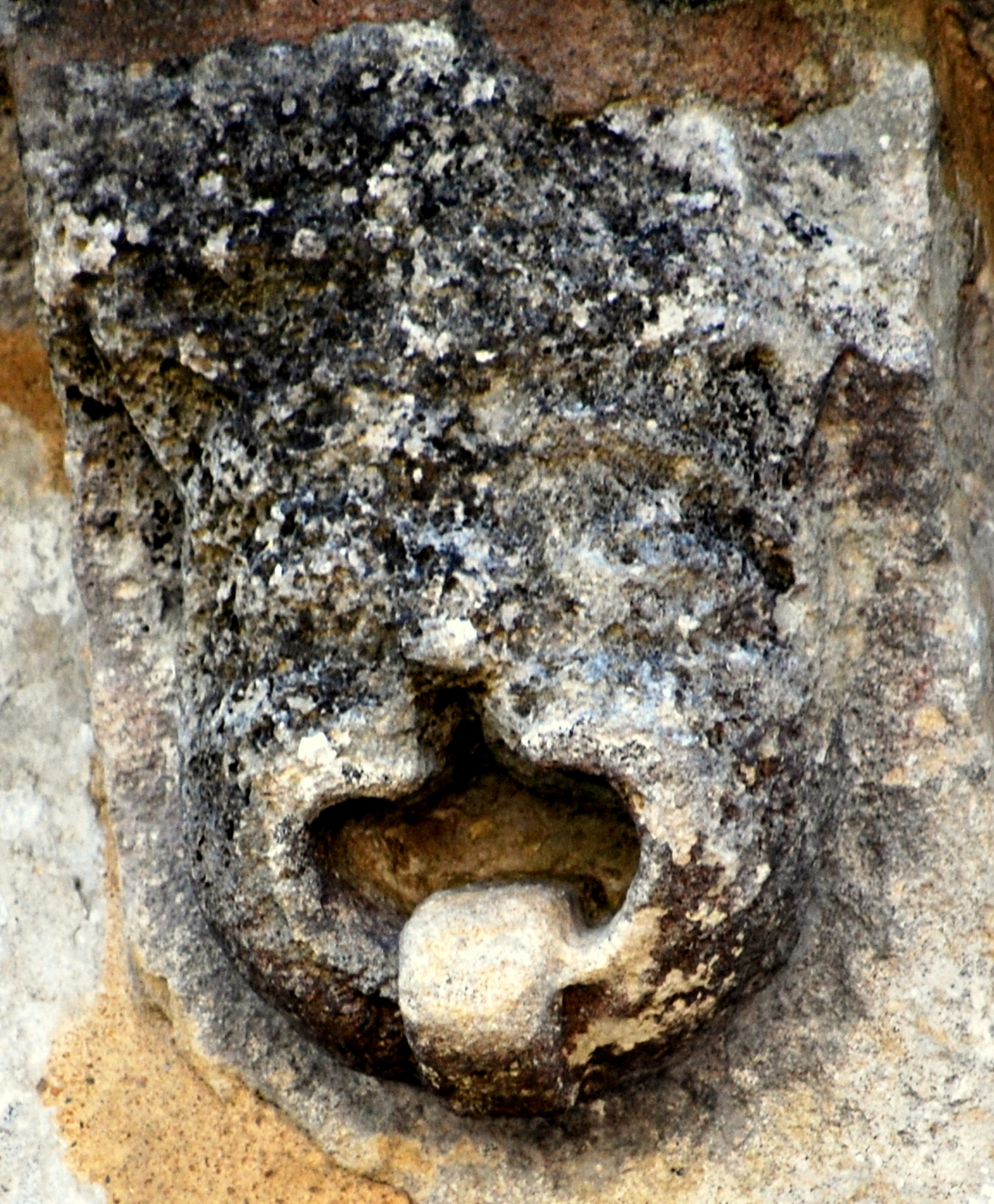
Masque diabolique
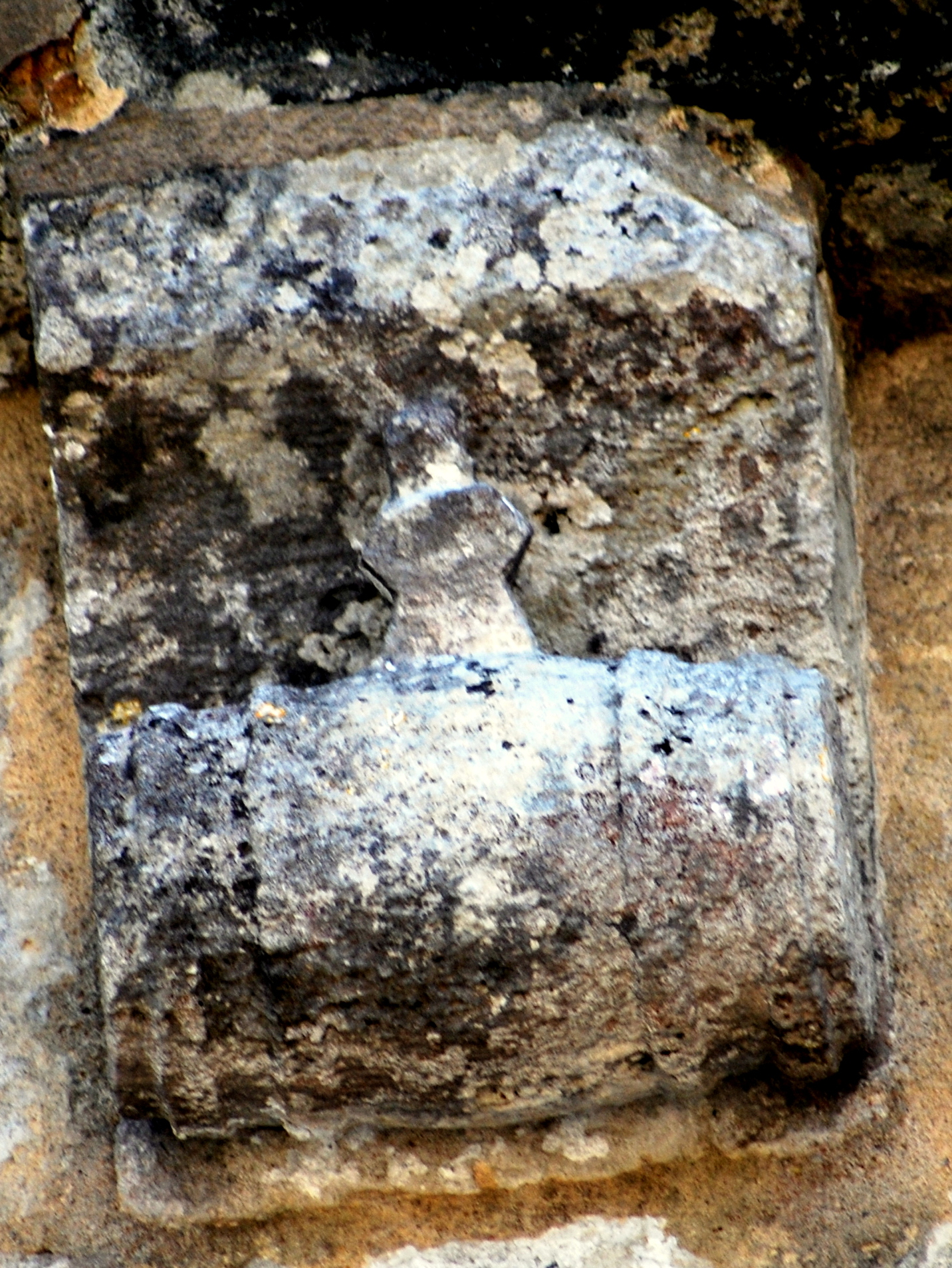
Barrique ou 'Dolio'
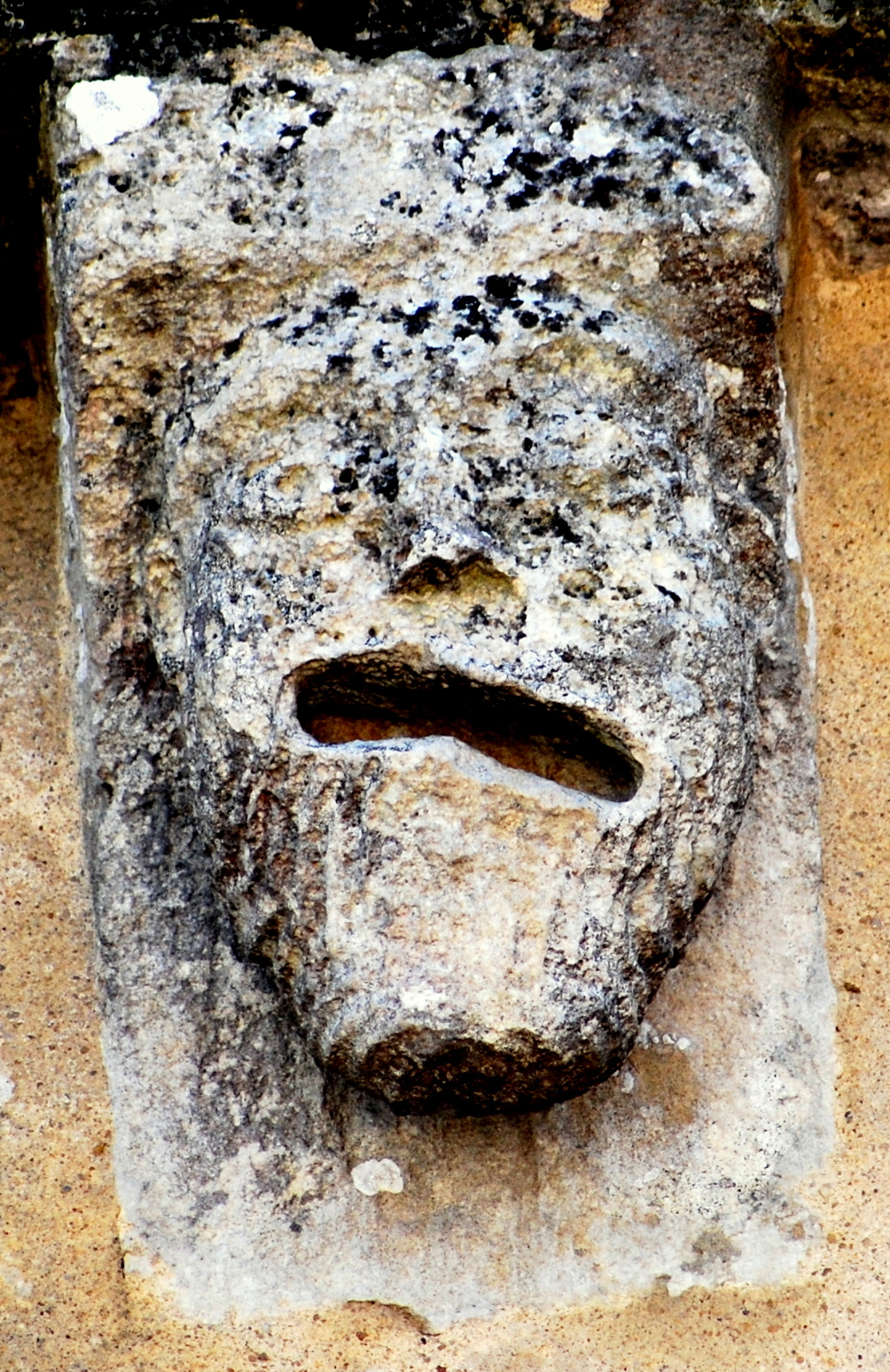
Masque humain
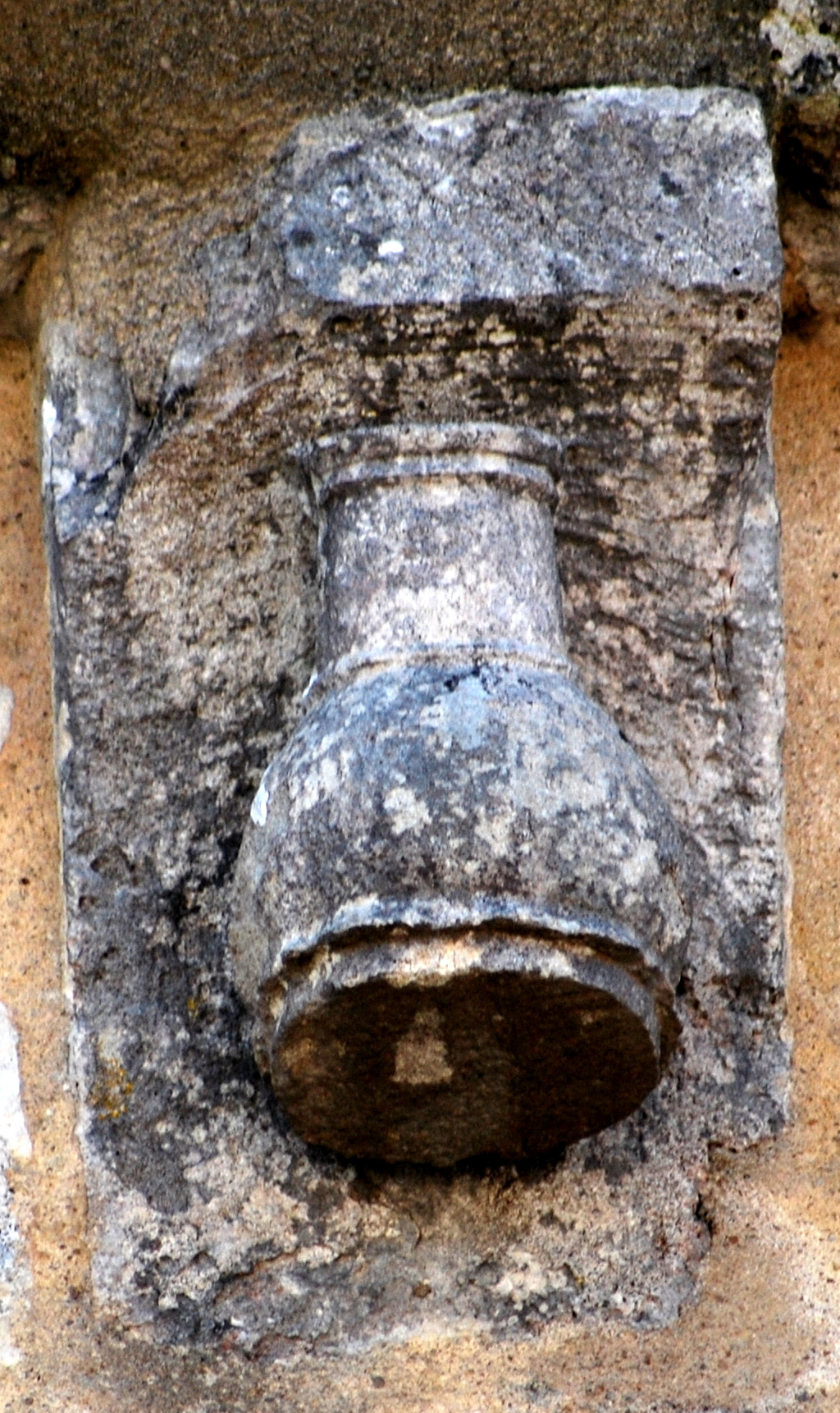
Bourse/Bouteille
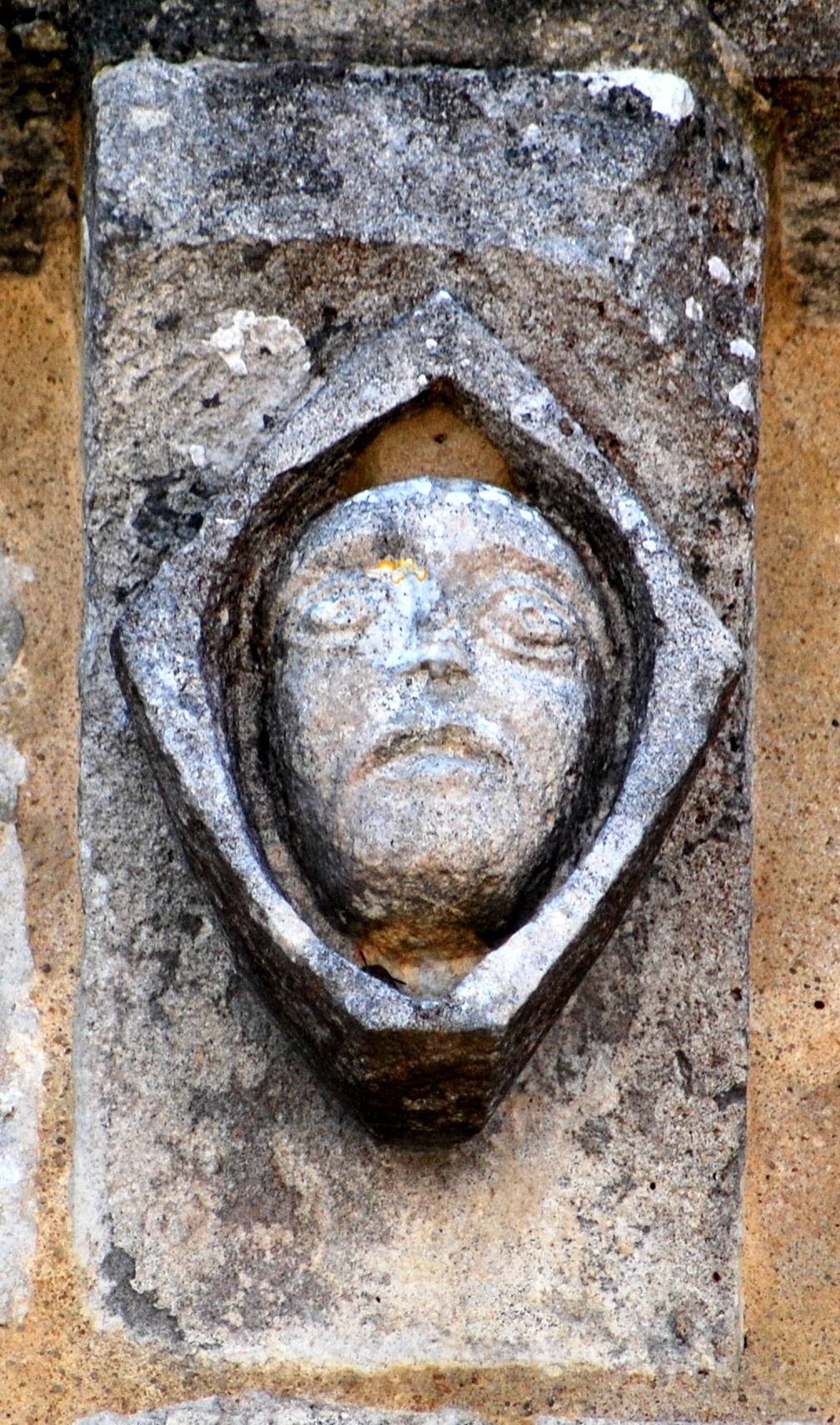
Masque humain
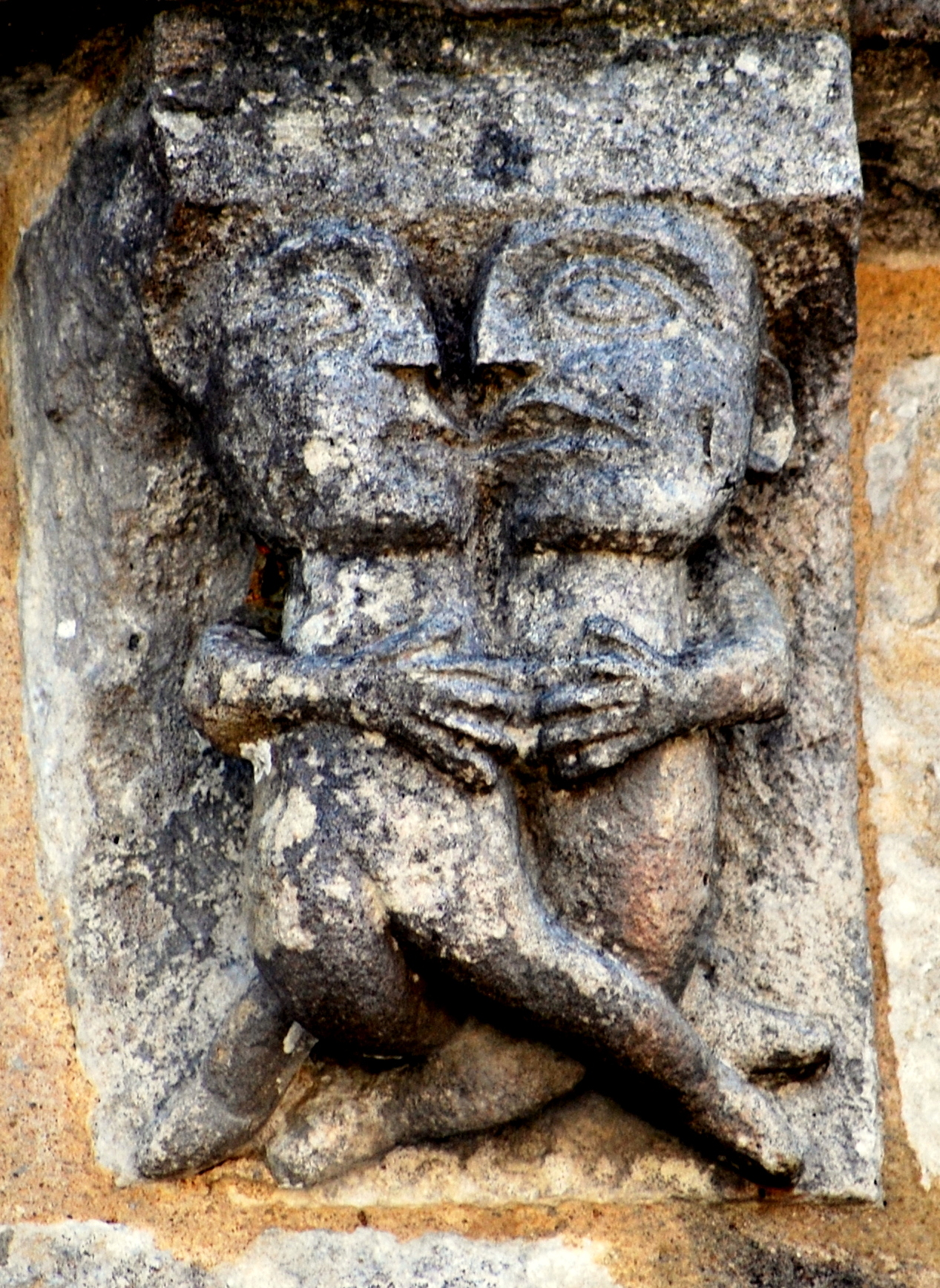
Copulation
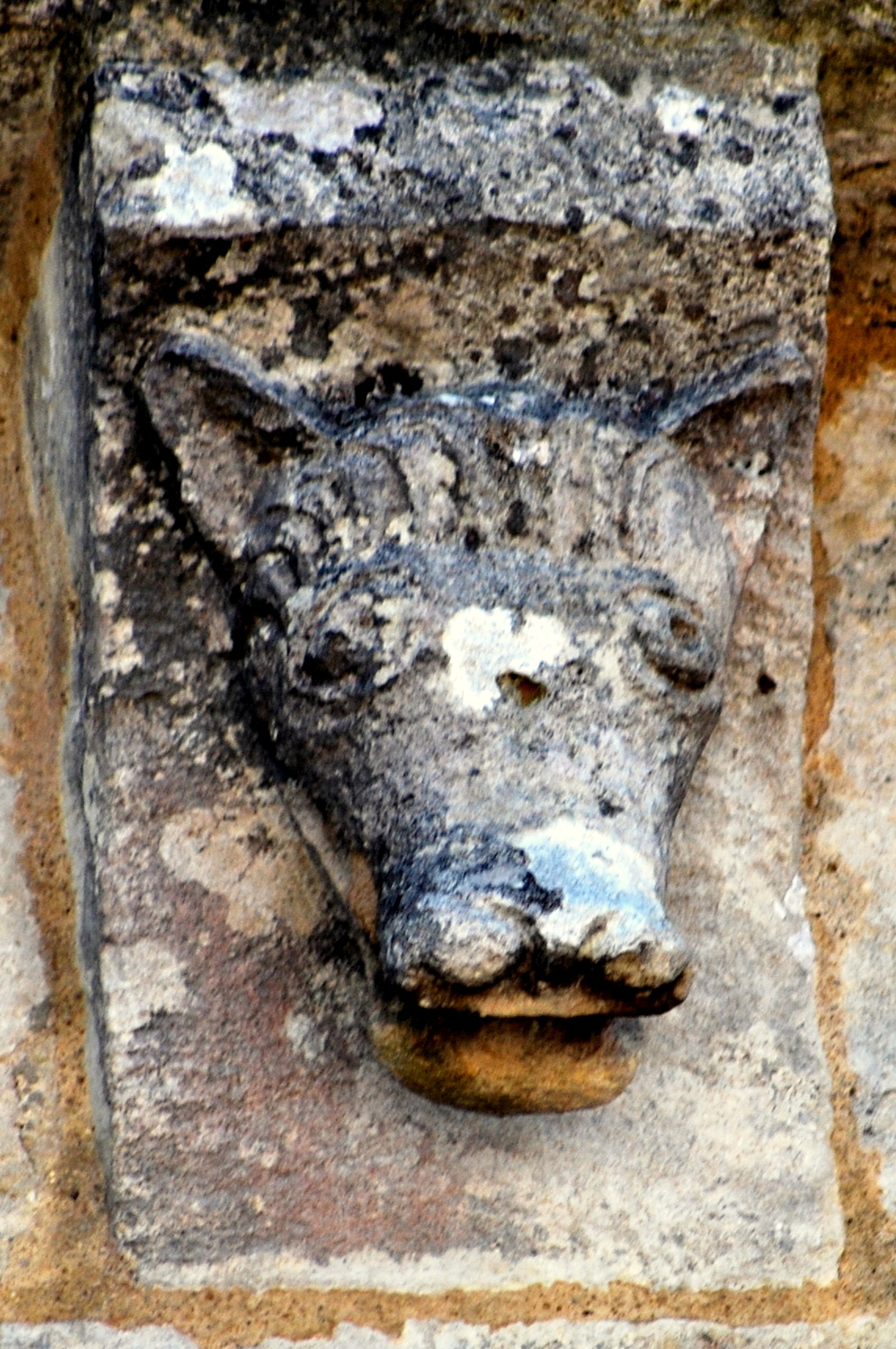
Bovidé
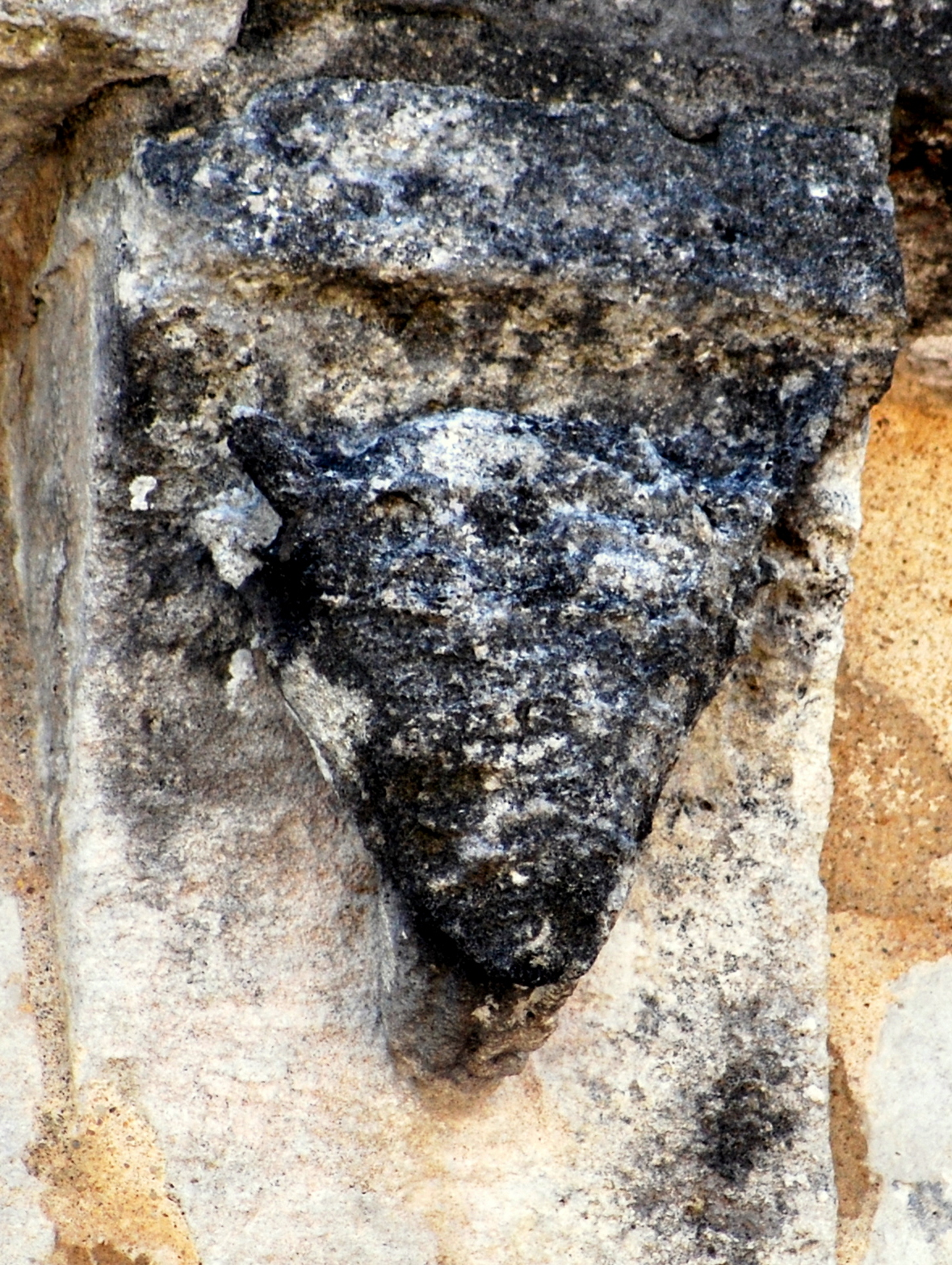
Animal ?
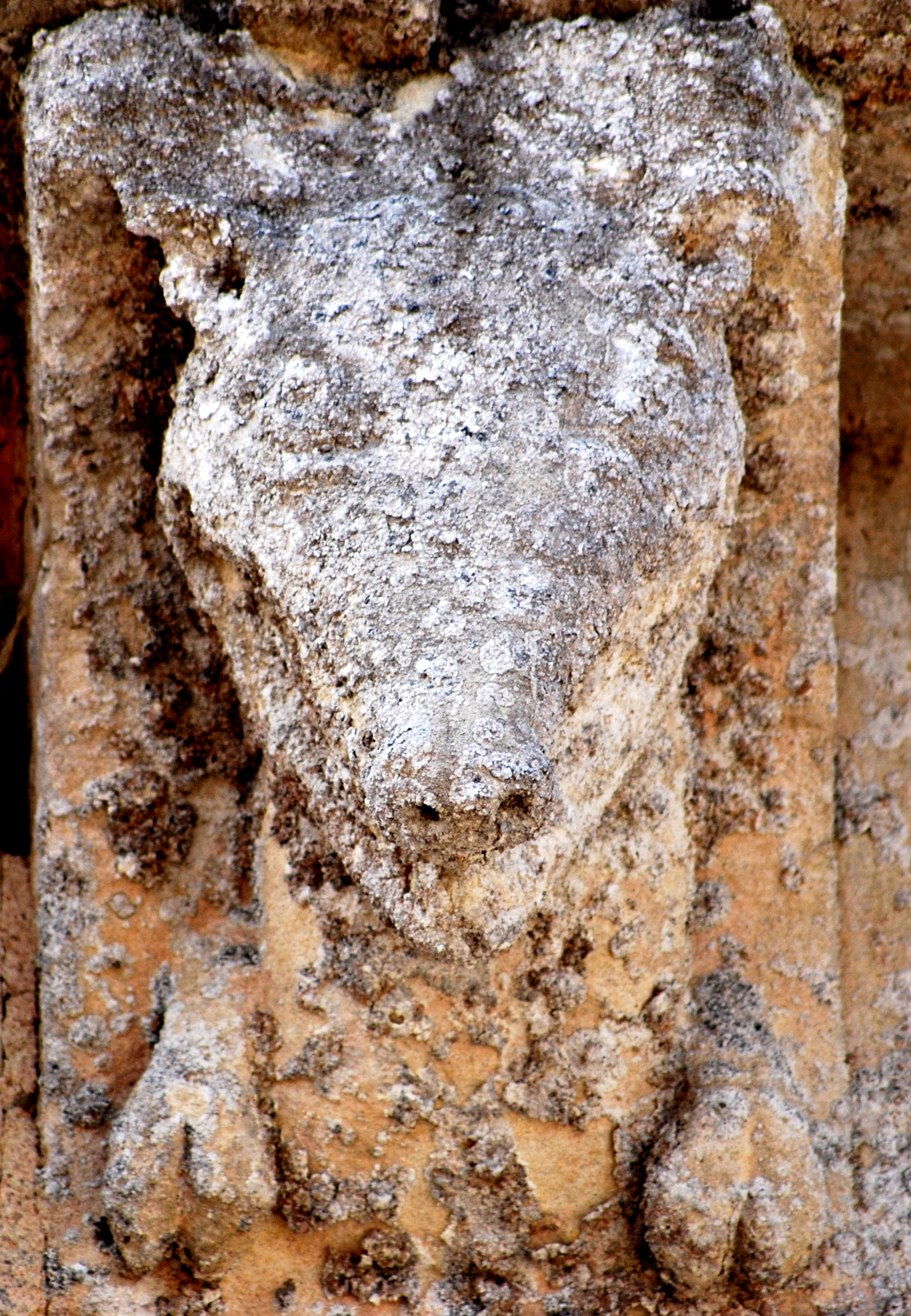
Canidé
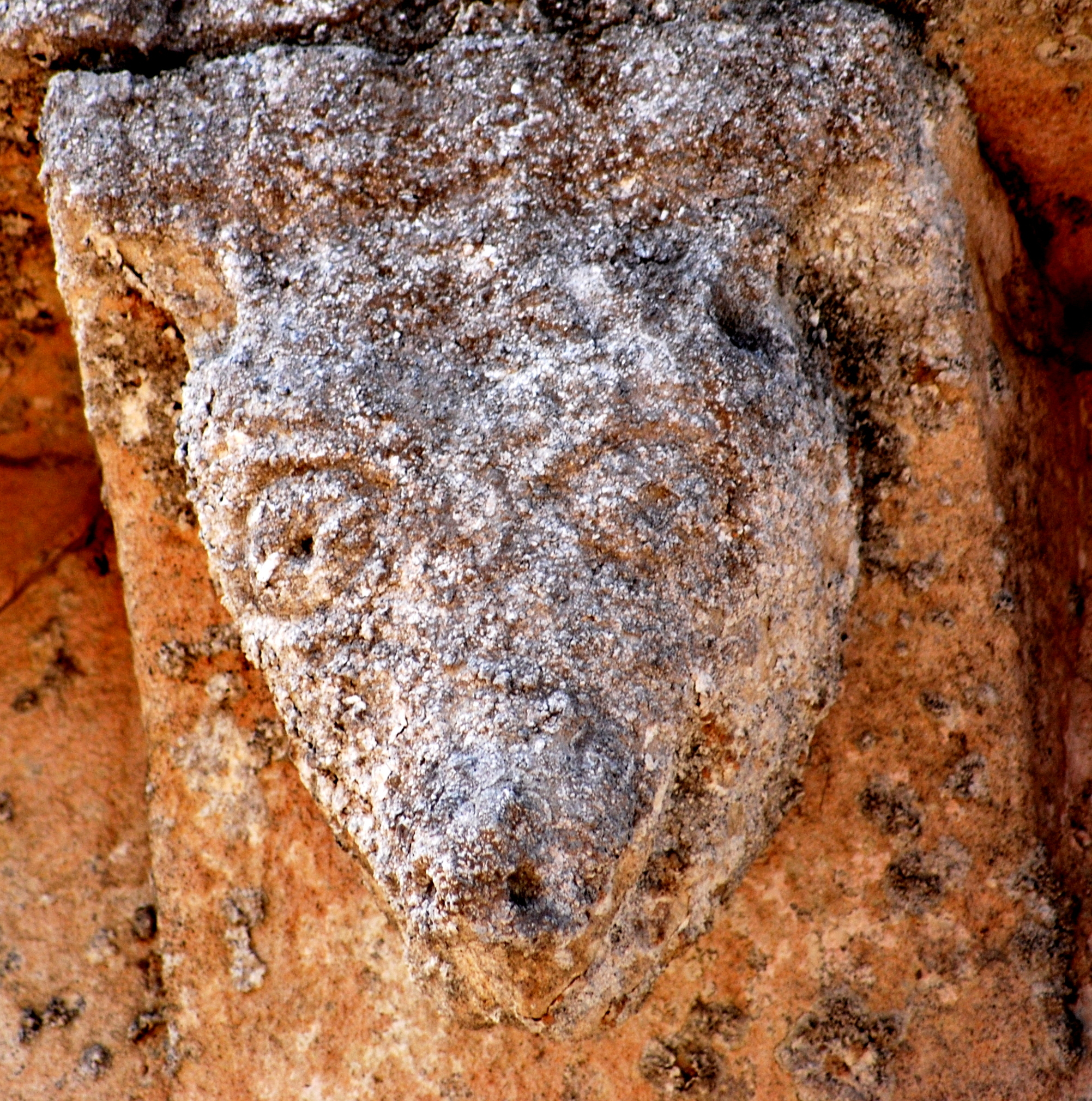
Félin
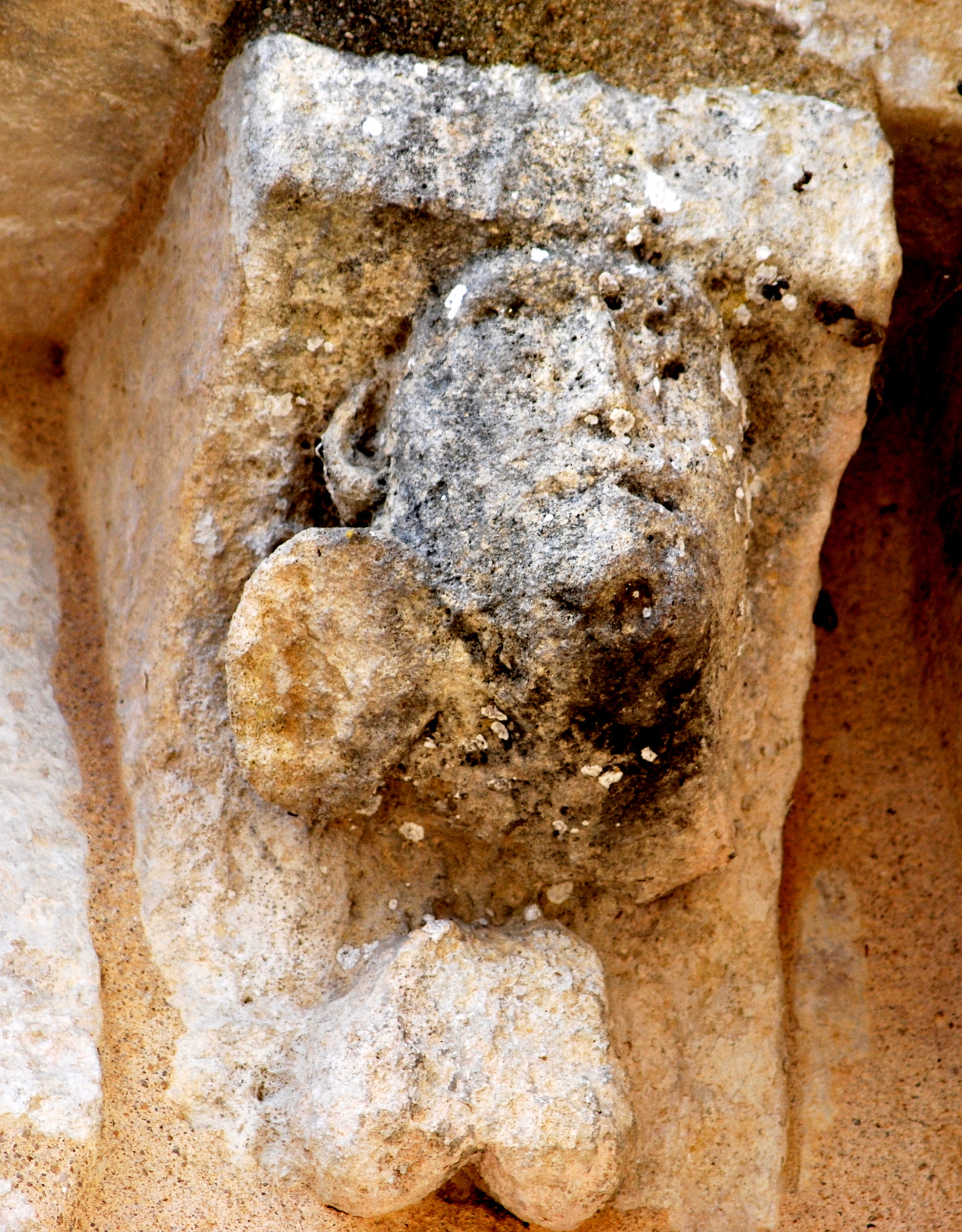
Homme ithyphallique
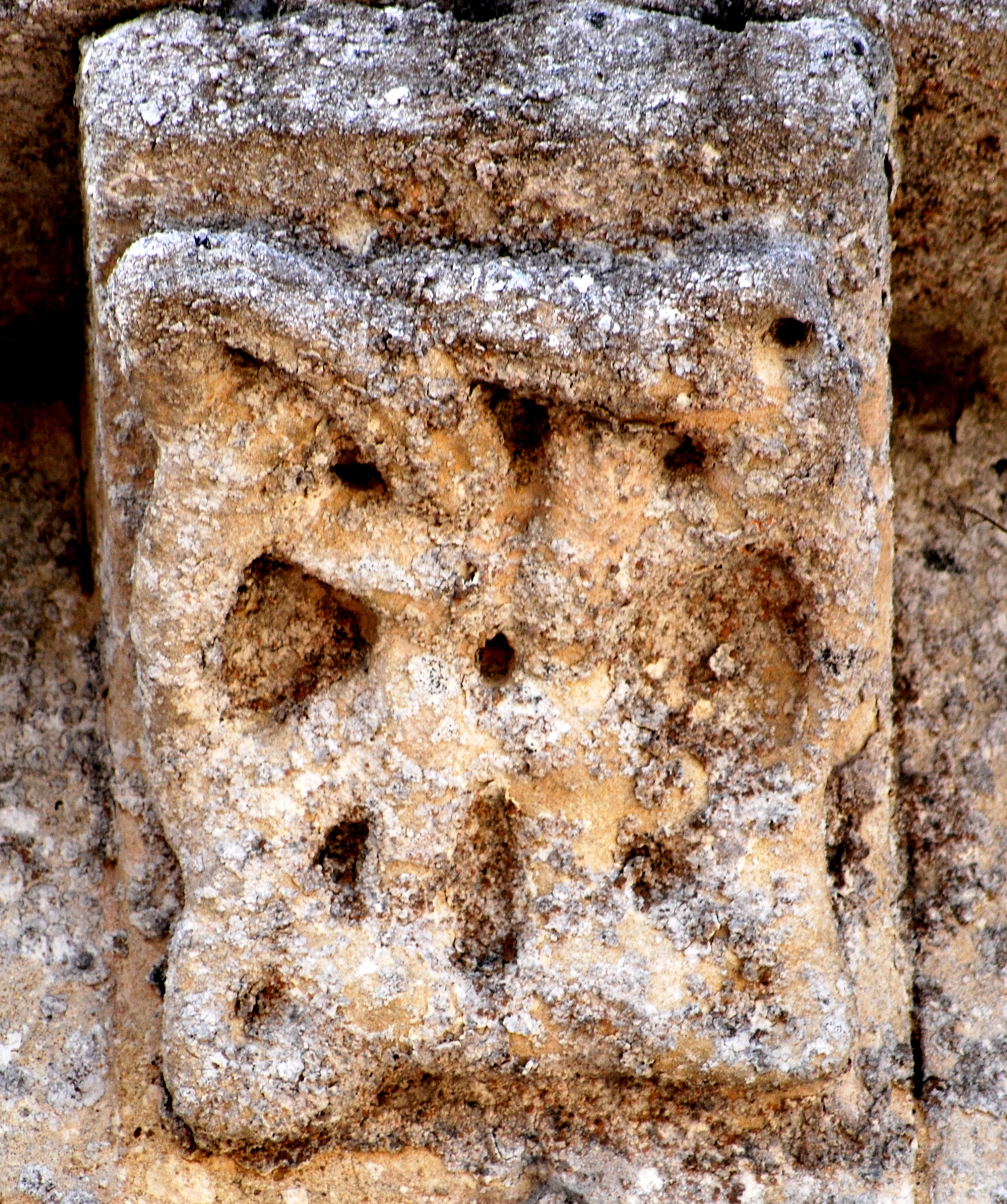
Entrelacs
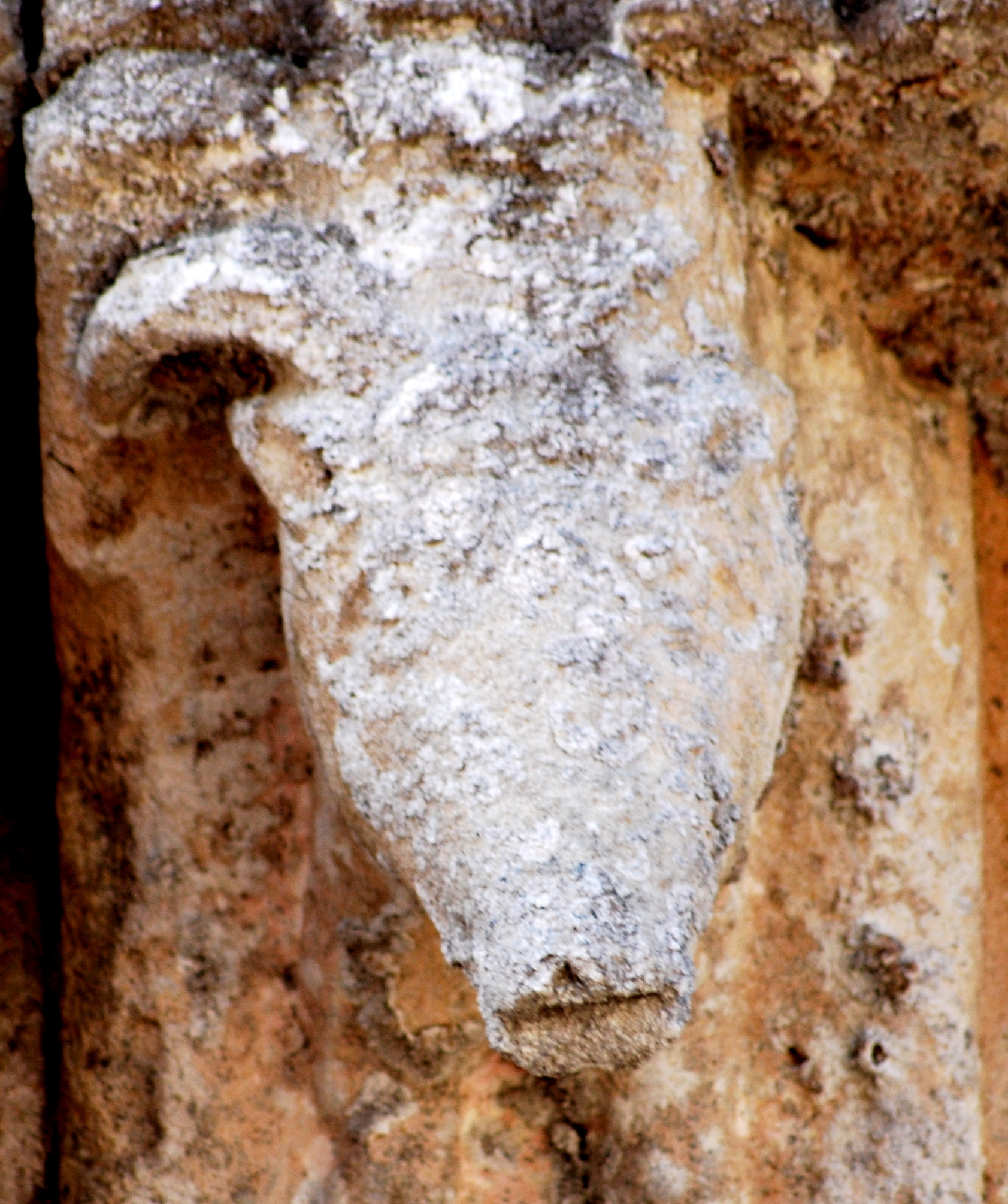
Bouc
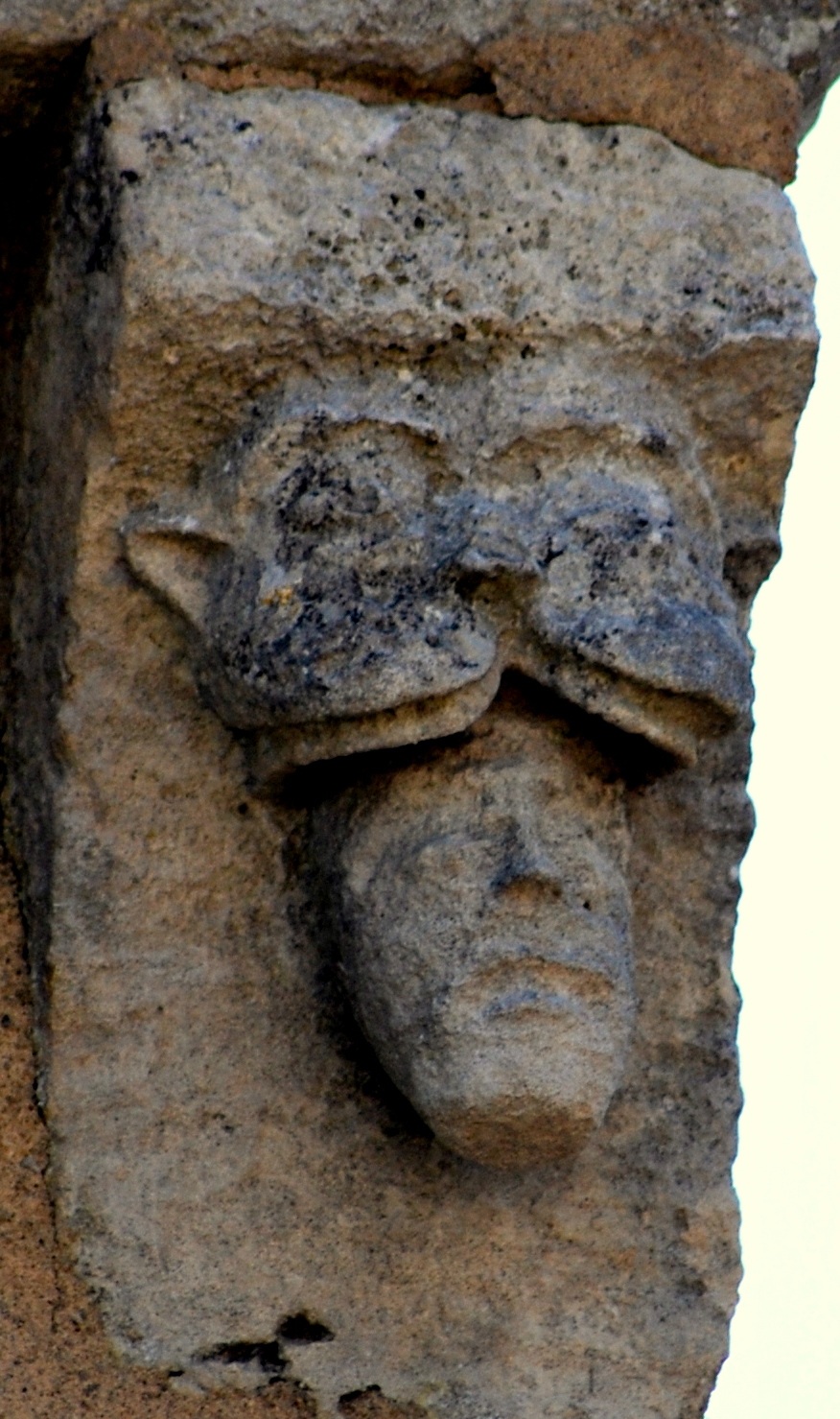
Diable avalant une tête
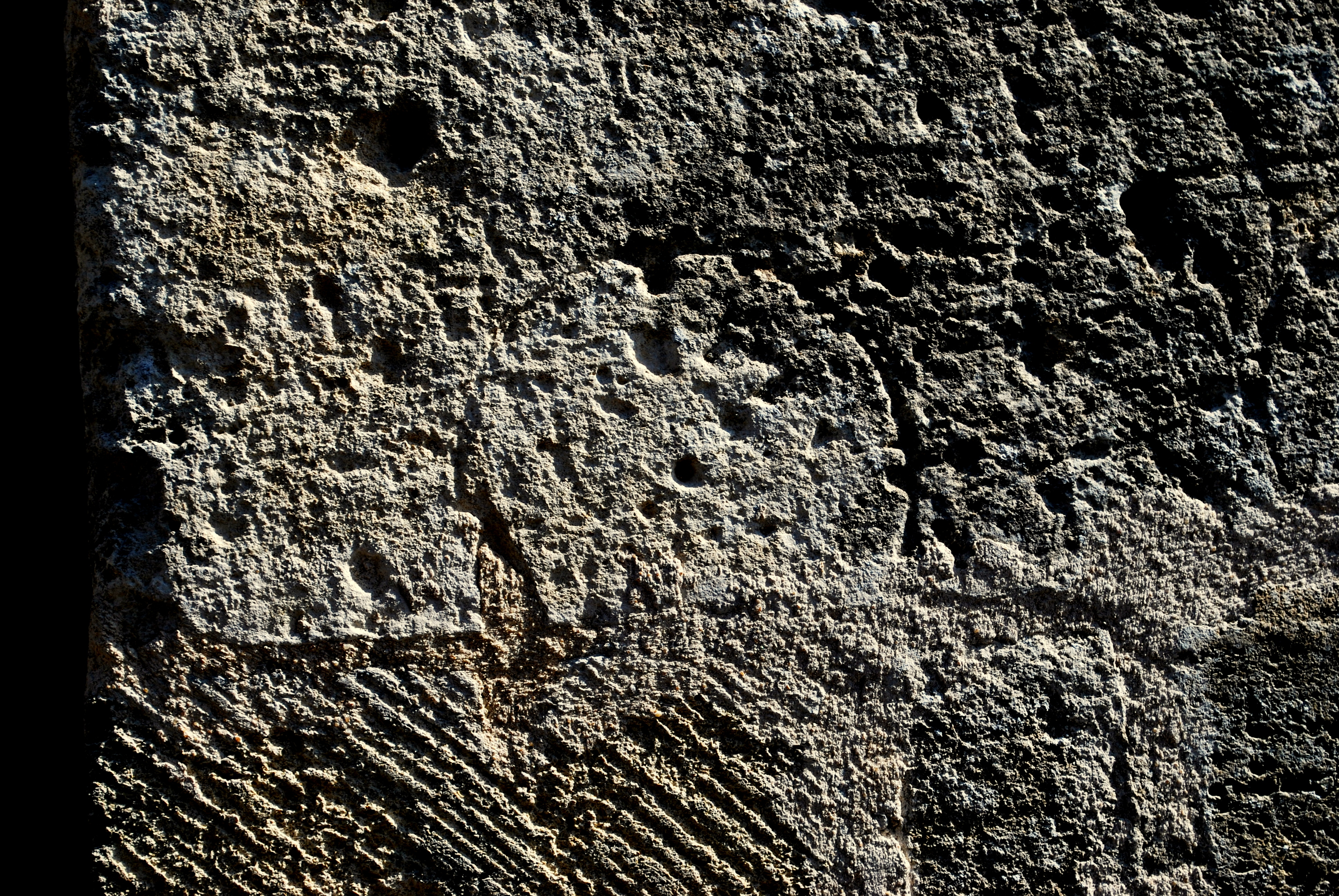
Cadran canonial

Sur le mur sud de la nef on trouve les traces d'un cadran canonial gravés sur une pierre. Ces cadrans solaires primitifs étaient utilisés par le clergé pour déterminer les moments d'accomplir certains actes liturgiques.
Epitaphes disparues: En 1624, était peint sur le mur du chœur de l'église, côté Évangile, une épitaphe pour le repos de l'âme de noble Jacques Achard de Vérac, gentilhomme ordinaire de la Chambre des rois; Henri III (roi de France), Henri IV (roi de France) et Louis XIII, en attitude de prière, entouré de son épouse [Marie Portier de Caillières] et de ses enfants. Cette épitaphe a aujourd'hui disparu. Il était écrit : " 15 Août 1624, à l'honneur d'honorable seigneur Jacques Achard, écuyer, seigneur de Vérac, Litterie et Pommiers, qui servit à trois rois, et qui fut bienvenu à chacun des trois ; mais, sous le tiers d'iceux, la mort le vint abattre. Il commença à servir auprès du roi Henri III qui, voyant sa vertu, le fit pour sa valeur gentilhomme de la chambre du roi. Il tint même rang auprès de Henri IV et sous le roi Louis [XIII], sous qui cette belle âme de son corps s'envola dans les cieux et après fut conduit à ce lieu pour être enseveli sous cette triste lame. "
Dans le chœur, était fixée une autre plaque épitaphe, aujourd'hui disparue, posée après 1783. En effet, en 1778, éclate un conflit entre les habitants de Vérac et le vicomte de Brons, seigneur (jure uxoris) de Vérac. Ce dernier revendique les honneurs de l’Église (droits d'un banc dans l'église, de recevoir le pain bénit, d'aller à l'offrande et de prendre place et premier rang dans les processions et cérémonie devant le peuple). En 1783, les habitants par déférences pour l'illustre naissance et l'ancienneté de la noblesse de leur nouveau seigneur, en remerciement des bienfaits dont il a comblé leur église, lui reconnaissent un ban à la première place près de la balustrade. Il pourra placer une épitaphe sur le mur du chœur, accompagnée de l'écusson de ses armoiries. Ce privilège sera attaché à la famille de Brons, à la condition qu'elle conserve dans la paroisse de Vérac, son principal manoir (le château de Pommiers (Vérac)). Cette plaque de marbre gravée indiquait donc la sépulture dans l'église Saint-Cybard, de noble Louis-François de Fronsac, né le 7 octobre 1714 à Vérac. Il était seigneur de Vérac, et à ce titre, avait droit de sépulture et de litre funéraire dans l'église Saint Cybard. Cette plaque a été apposée par sa fille et héritière, mademoiselle Henriette-Charlotte de Fronsac, vicomtesse de Brons, dame de Vérac, dame du château de Pommiers, dame de Virelès et  de la maison noble de Leyterie. Elle était l'épouse du Vicomte de Brons, qui sera le dernier seigneur de Vérac jusqu'en 1789. Il était gravé en latin :
Hic beatam resurrectionem expectat nobilissimus vir celsus et potens dominus Ludovicus Franciscus de Fronsac, dominus hujus loci de Verac, dominus de Pommiers, Litterie, Virelles, Girard in Fronsadesio [Fronsadais], Lachapelle, Gardedeuil in Petracorio [Périgord], Labriasse in Engulismensi [Angoulême, Angoumois] provincia. A priscis loci istius dominis et stirpe d’Achard, quorum nomina imaines et scuta entilitiae regione extant, meterne ortus : paterne vero, ab antiqud stirpe dominorum de Fronsac. Patri amantissimo maerens ponebat haeres et unica superstes natas Henrica Carola de Fronsac, vicecomitissima de Brons, uxor celsi et potentis viri Joannis Baptistae Antonii de Brons de Verac militis, vicecomitis de Brons, domini de Verac, Pommiers, Litterie, Virelles, Labriasse, Girard, et aliorum locorum, 1777.
- Tour de Vérac. Moulin à vent élevé sur le plateau du tertre. Le seigneur de Vérac, Jean-Antoine de Brons le surélève en 1776 pour servir de lieu d'observation ou de repère géodésique. Aujourd'hui elle se trouve au milieu du collège Léo-Drouyn. Elle a été restaurée il y a peu de temps.
- Maison noble de Gaubert (Gobert). Édifice du XVIIe siècle. En 1781, ce fief est acheté par un conseiller du Parlement de Bordeaux, monsieur Brudieu de Pellet[39].
- Maison noble de Leyterie[40].
- Maison Cap d'Oustaud. Complexe archéologique et funéraire découvert lors de travaux récents. Ensemble architectural qui débute à la période mérovingienne avec une fonction de nécropole[41].
- Château de Pommiers[42]. Ce château a été élevé sur les restes d'une villa gallo-romaine[43]. Au XVIIIe siècle, des tombes furent découvertes lors de travaux[44]. Il était entouré de larges fossés creusés dans le roc[45].  Le château fort fut modifié au XVIIIe siècle à la mode de l'époque[46].

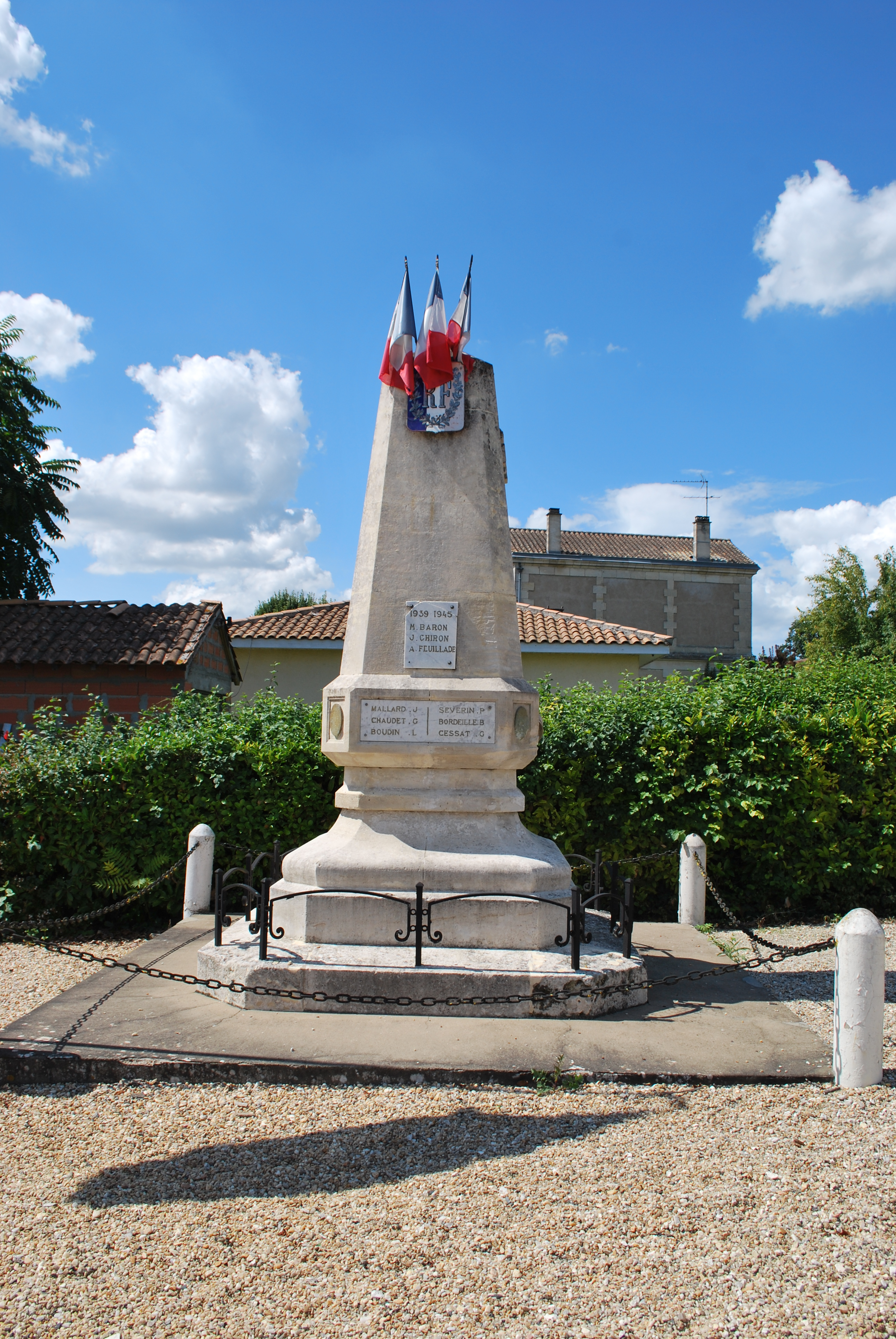
Monument aux morts.
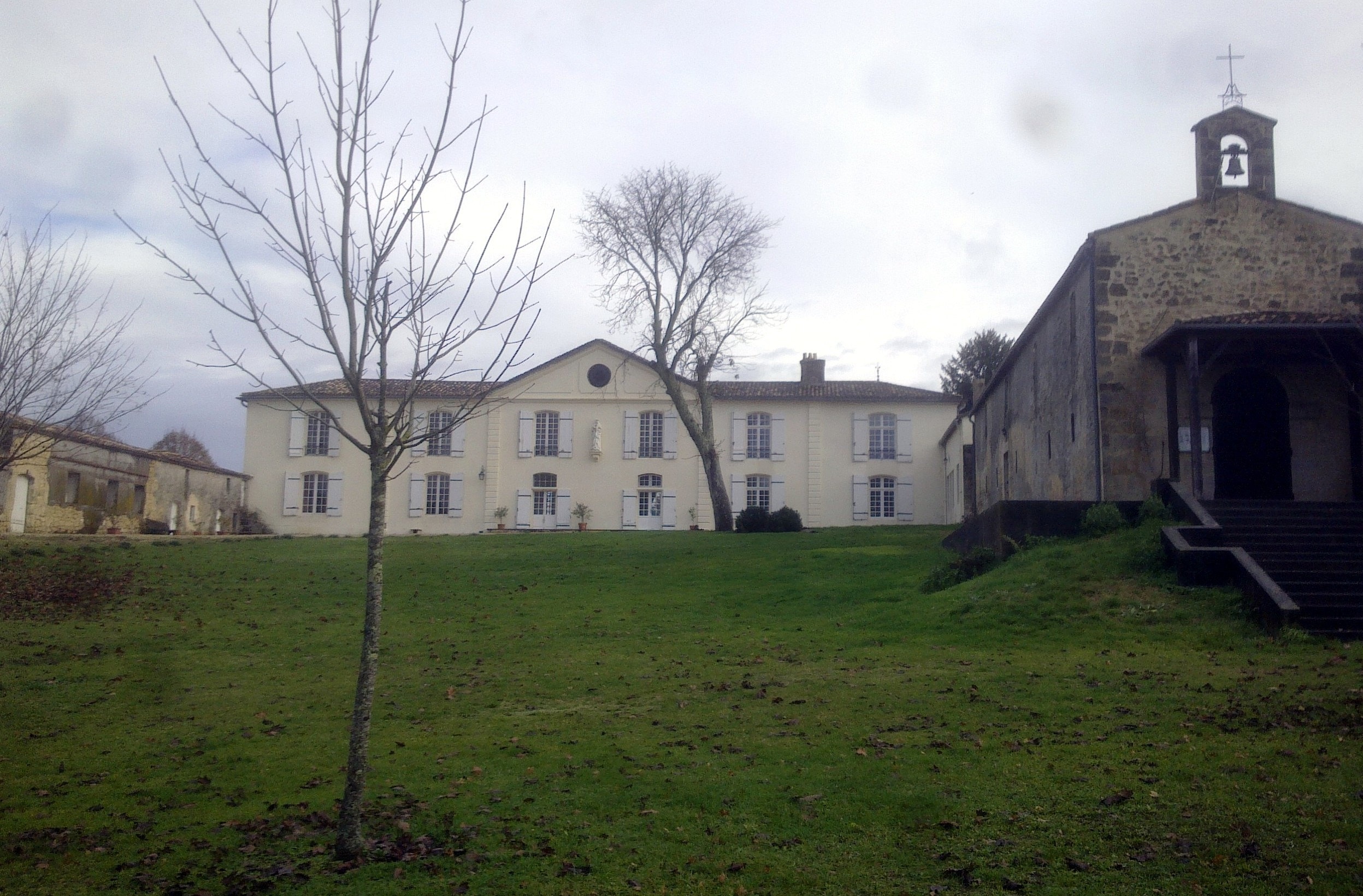
Château de Pommiers.

## Personnalités liées à la commune
- Guillaume-Sanche de Pommiers, sire de Pommiers, vicomte de Fronsac au XIVe siècle.
- Jacques Achard, sire de Pommiers, mort noyé au siège d'Orléans le 6 mai 1429.
- Jacques Achard de Pommiers-Vérac, gentilhomme ordinaire de la Chambre des rois, Henri III, Henri IV et Louis XIII.
- Louis-François de Fronsac, seigneur de Vérac, sire de Pommiers, seigneur de Litterie (Leyterie) et de Virellès (Virlès) à Vérac. Né le 7 octobre 1714 à Vérac et inhumé dans l'église Saint-Cybard de Vérac.
- Jean-Antoine de Brons. XVIIIe siècle. Gouverneur militaire de Libourne, Coutras, Castillon et Fronsac ; Aide de camp du duc de Mouchy. Il est vicomte de Brons, Sire de Pommiers, seigneur de Vérac, seigneur des maisons nobles de Leyterie à Vérac et à La Lande-de-Fronsac, seigneur d'une partie de Villegouge et de Galgon en Libournais et seigneur de Laromiguiere, Cézerac, Libos, La Duye, le Fossat, Cap Delbos et Cazes en Quercy et Agenais. Émigré avec son fils à la Révolution[47].
- Philippe de Brons-Cézerac, maire de Vérac de 1809 à 1813.